# Prichsenstadt (Prichsenstadt)
Prichsenstadt ist der Hauptort der Stadt Prichsenstadt im unterfränkischen Landkreis Kitzingen in Bayern. Er bildet heute als einwohnerreichster und größter Ortsteil den Mittelpunkt der politischen Gemeinde Prichsenstadt. Das ehemalige Dorf stieg im 15. Jahrhundert durch die Förderung der Luxemburger zur Stadt auf. Im 19. Jahrhundert wuchs der Ort nicht so stark wie die umliegenden Verwaltungsmittelpunkte und büßte seine Zentralität weitgehend ein.
Deshalb präsentiert sich die Altstadt von Prichsenstadt vollständig erhalten. Anders als bei vielen anderen Orten im Steigerwaldvorland wurde der Stadtkern nicht umbaut. So sind sogar die ehemaligen Grabenanlagen um die befestigte Kernstadt erhalten, die von mehreren Seen gespeist werden. Prichsenstadt konnte sich deshalb zu einer Kulturtourismus-Destination entwickeln. Die Altstadt trug Prichsenstadt auch den Titel „unterfränkisches Rothenburg“ ein.
Naturräumlich ist Prichsenstadt im Steigerwaldvorland zu finden, das zwischen dem flacheren Maintal und dem Anstieg zum Steigerwaldtrauf vermittelt. Anders als weiter westlich entlang des Mains spielt der Weinbau für die Stadt nur eine wirtschaftlich untergeordnete, wenn auch kulturell wichtige, Rolle. Neben dem Tourismus ist weiterhin die Landwirtschaft ein wichtiger Wirtschaftsfaktor, wobei der Anbau der Sonderkultur Spargel in der Region weiterhin Bedeutung hat.

## Geografische Lage

### Geografie und naturräumliche Lage

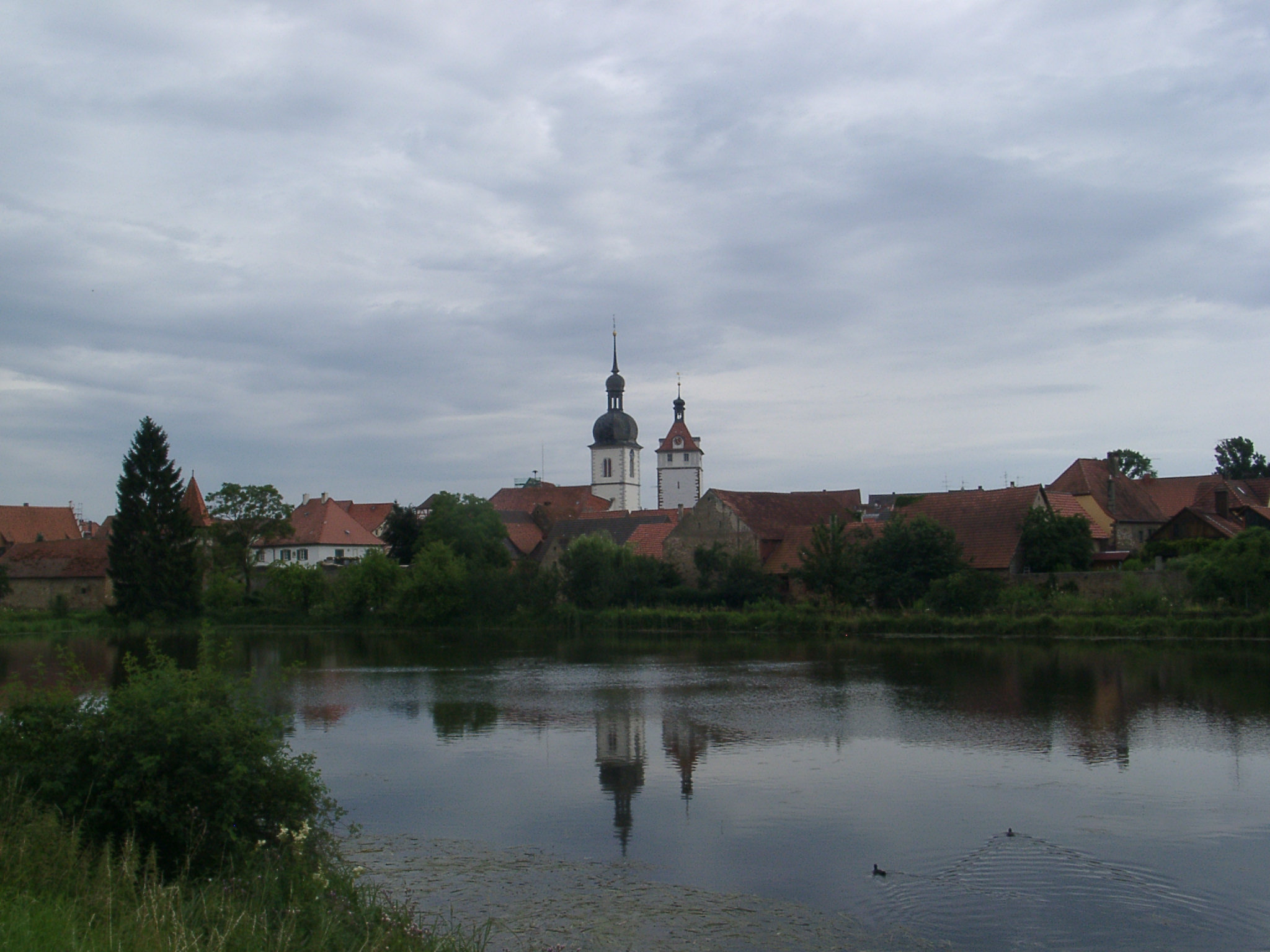
Die Seen vor der Prichsenstädter Altstadt

Prichsenstadt liegt im äußersten Südsüdwesten der politischen Gemeinde. Im Norden ist in einiger Entfernung Neuses am Sand zu finden. Im Nordosten beginnt die Gemarkung von Altenschönbach, die Lochmühle liegt Prichsenstadt am nächsten. Der Westen wird von der Gemarkung von Kirchschönbach eingenommen. Weiter südwestlich liegt Geesdorf, das bereits zur Gemeinde Wiesentheid gehört. Wiesentheid selbst ist im Süden zu finden. Im Osten erhebt sich Laub, das wiederum zu Prichsenstadt gehört.
Nächstgelegene, größere Städte sind Gerolzhofen mit einer Distanz von etwa 9 Kilometern und Volkach, das ungefähr 10 Kilometer entfernt ist. Die nächste Großstadt ist das 30 Kilometer entfernte Würzburg.
Naturräumlich liegt Prichsenstadt im Steigerwaldvorland von Neuses, das als Untereinheit zum Steigerwaldvorland der Mainfränkischen Platten gezählt wird. Die Landschaft ist bereits hügeliger als im Maintal und steigt langsam in Richtung des Steigerwaldes an.
Die Gemarkung Prichsenstadts wird von mehreren, kleinen Bächen durchzogen. Wichtigstes Gewässer ist der Altbach, der nördlich an der Altstadt vorbeifließt. Er speist auch die Grabenseen um den Breiten See, der ebenfalls im Norden der bebauten Fläche zu finden ist. Der Beibach bildet das Pendant im Süden. Er durchfließt auch den sogenannten Fuckersee südöstlich der alten Stadt und mündet bei Prichsenstadt in den Altbach. Im Osten ist der Dienstbach zu finden, der beim Galgensee entspringt und ebenfalls den Altbach speist. Im äußersten Nordosten der Gemarkung fließt außerdem der Schönbach und der Marbach, die sich beim Molkenbrunnen-See vereinen.

### Ortsgliederung
Die mittelalterliche Altstadt von Prichsenstadt bildet noch heute den Verwaltungsmittelpunkt für Stadt und Gemeinde. Sie reiht sich entlang der Luitpoldstraße bzw. der Schulinstraße auf, die ehemals als Straßenmarkt errichtet wurden. Zwei Tore rahmten die Stadt im Westen und Osten ein, daneben bildete der sogenannte Stadtturm eine innere Gliederung. Der Friedhof wurde nach der Reformation verlegt und befindet sich vor der Stadtbefestigung im Westen.
Um den Friedhof herum entstanden auch die ersten Baulichkeiten außerhalb der Befestigung. Schließlich erhielt die Stadt auch einen Bahnhof an der Bahnstrecke Kitzingen–Schweinfurt. Die Strecke ist inzwischen stillgelegt und entwidmet, der Name Bahnhofstraße hat sich erhalten. Die Bahnhofstraße bildete allerdings das Rückgrat für die erste Siedlung Prichsenstadts im Westen der alten Stadt. Die Straßen in diesem Areal wurden nach berühmten Persönlichkeiten aus der Geschichte der Stadt benannt.
Im Südwesten der alten Stadt, westlich der alten Bahnstrecke entstanden neuere Wohngebiete um die Straße Am Galgensee. Das erste Industriegebiet entwickelte sich im Nordwesten an der Lauber Straße. Um die alte Stadt erbaute man lediglich das Schulgebäude für die Grundschule im Süden und die katholische Filialkirche St. Thekla und St. Lioba im Norden. Ein großer Sportplatz liegt südlich des Friedhofes. Das in einiger Entfernung befindliche Industriegebiet an der Kirchschönbacher Straße wurde erst im 21. Jahrhundert angelegt.
Mehrere Höfe und Mühlen haben sich in der Prichsenstädter Gemarkung erhalten. Drei von ihnen, alle am Altbach gelegen, sind noch heute als Ortsteile der Gemeinde Prichsenstadt eingetragen. Es handelt sich (von Westen nach Osten) um die Schnaudersmühle in unmittelbarer Nähe zur ehemaligen Bahnstrecke, die Wiesenmühle nördlich der Gustav-Adolf-Straße und der Lohmühle an der Kirchschönbacher Straße. Zwei weitere, benannte Aussiedlerhöfe entstanden wohl später. Es handelt sich um den Zehntwiesenhof zwischen Stadelschwarzach und der Kernstadt und dem Hof an der Michelheide, der an der Gemeindegrenze zu Wiesentheid zu finden ist.

## Geschichte

### Vor- und Frühgeschichte
Die Gegend um Prichsenstadt weist nur wenige untertägige Überreste vor- und frühgeschichtlicher Epochen auf. Dies hängt auch mit der Tatsache zusammen, dass hier bisher kaum archäologische Grabungen vorgenommen wurden. Lediglich für das Areal der ehemaligen Siedlung Kleinschönbach, die heute als totale Ortswüstung in der Gemarkung der Stadt aufgegangen ist, können eindeutige Zuordnungen gemacht werden.
So befand sich als Vorgängersiedlung des mittelalterlichen Kleinschönbach eine mesolithische Freilandstation auf dem Areal. Dies belegt, dass bereits die Menschen der Mittelsteinzeit in den damals noch vorhandenen Wäldern um das spätere Prichsenstadt jagten und Spuren hinterließen. Die Freilandstation erlebt im Neolithikum einen Ausbau zu einer regelrechten Siedlung, sodass davon auszugehen ist, dass hier, zumindest zeitweise, dauerhaft Menschen lebten.
Weitere vor- und frühgeschichtliche Orte um die Stadt sind nicht so genau zu identifizieren. So machte man um den späteren Galgensee eine Grablege der Vergangenheit aus, ohne den Zeitraum ihrer Nutzung genauer festlegen zu können. Ähnlich wie im Maintal kam es auch um Prichsenstadt im Laufe des 7. Jahrhunderts vor Christus keltische Stämme ins Steigerwaldvorland vor. Sie wurden im 2. nachchristlichen Jahrhundert von germanischen Verbänden abgelöst.
Diese germanischen Bevölkerungsteile mussten im 6. und 7. Jahrhundert den Franken weichen. Mit den fränkischen Kolonisten setzte eine, von einer kleinen Oberschicht aus König und Adel getragene, staatliche Entwicklung ein. Die Franken brachten erste Verwaltungsstrukturen, das Christentum und die Weinrebe in das Gebiet um Prichsenstadt. So lag die spätere Siedlung im Volkfeld, das nach dem Volkachbach benannt wurde und seinen Hauptsitz auf der etwa zehn Kilometer entfernten Vogelsburg hatte.

### Früh- und Hochmittelalter
An der heutigen Stelle könnte bereits im 8. oder 9. Jahrhundert eine Siedlung entstanden sein. Die Franken begannen damals das von ihnen erschlossene Land systematisch auszubauen und zu besiedeln. Dabei gaben sie den neuentstehenden Siedlungen häufig das Suffix -dorf. Vor der Stadterhebung wurde Prichsenstadt Briesendorf genannt. Eine Volkserzählung geht darauf ein, dass die Siedlung sich aus einem Schafhof, dem sogenannten Briesenhof entwickelt habe. Diese Geschichte kann allerdings nicht durch Quellen gestützt werden.
Erstmals urkundlich erwähnt wurde Briesendorf im Jahr 1258. Die Grafen zu Castell hatten größeren Grundbesitz erwerben können, dass zuvor in den Händen des Kaisers oder bereits etablierter Herren wie dem Fürstbischof von Würzburg gewesen ist. Die Grafen etablierten in ihrem Neubesitz einen Kämmerer, dessen Familie bald zu Ministerialen der Grafen aufstieg. Der Ortsadel „von Briesendorf“ verschwand aber bald wieder. Mit der Teilung der Herrschaft im Jahr 1265/1267 gelangte Briesendorf an die Linie vom Unteren Schloss.
Am Ende des 13. Jahrhunderts waren die Grafen in finanzielle Schwierigkeiten geraten und mussten große Teile ihrer Besitzungen verpfänden oder verkaufen. Hieraus zogen andere Adelsgeschlechter Profit. Briesendorf war ohne Kenntnis der Quellen an die Fuchs von Dornheim gelangt, die ihre Siedlung beachtlich förderten. Sie sorgten 1353 für die Trennung der Briesendorfer Kirche von der Mutterkirche in Stadelschwarzach und statteten das Gotteshaus reichlich aus.

### Spätmittelalter: Aufstieg zur Stadt
Der bedeutsamste Einschnitt in der Geschichte der Siedlung erfolgte allerdings erst 1366. Damals kaufte der römisch-deutsche Kaiser Karl IV. das Dorf für 6500 Hellern mit allen Zugehörungen. Karls Plan war eine Verbindung zwischen seinen Besitzungen im heutigen Luxemburg und in Böhmen zu schaffen. Da er hier über keine große Hausmacht verfügte, musste er durch Erwerbungen einzelner Orte eine solche aufbauen. Briesendorf lag in Reichweite der wichtigen Geleitstraße von Frankfurt nach Nürnberg und außerdem am Weg nach Schweinfurt.
Wichtiger für den Erwerb war die befestigte Burg am Rande der Siedlung, weil Karl für seine Politik Truppenkontingente zwischen Böhmen und an den Rhein schnell verlegen können musste. Gleichzeitig strebte Karl IV. für seine Neuerwerbungen eine gewisse Selbstversorgung an, die nur durch die Wirtschaftskraft einer Stadt mit Marktrecht gesichert werden konnte. Am 6. Januar 1367 wurde Prichsenstadt mit dem Stadtrecht ausgestattet.

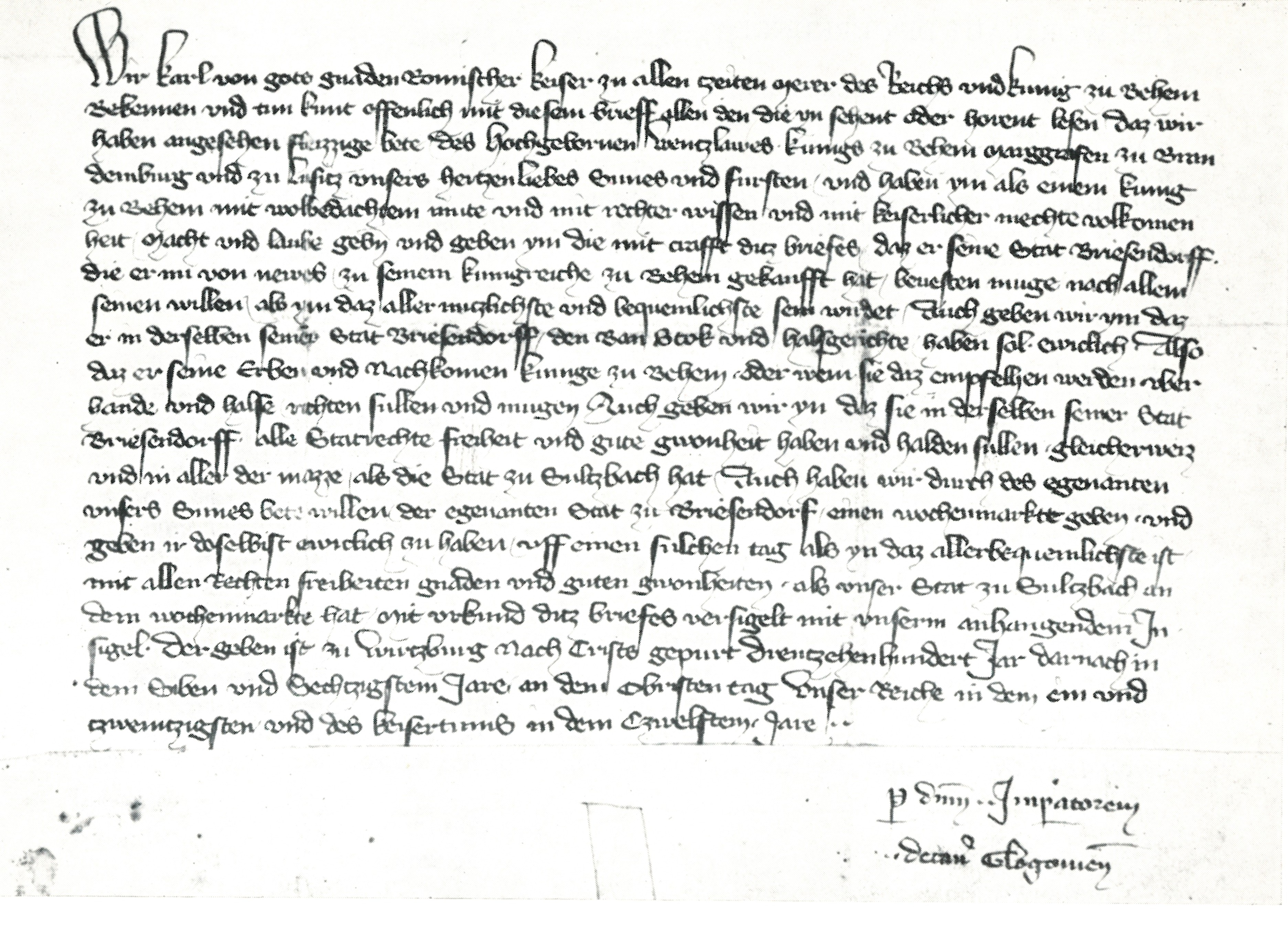
Die Stadtrechtsverleihungsurkunde vom 6. Januar 1367

Der jeweilige König von Böhmen wurde Stadtherr, inzwischen war die Herrschaft auf Karls Sohn Wenzel übergegangen. Zugleich übte der König auch die Hoch- und Niedergerichtsbarkeit in seiner Stadt aus. Vorbild für die Organisation der Stadt im Inneren wurde das Stadtrecht von Sulzbach, das von den Prichsenstadtern lediglich erweitert wurde. Mit dem Stadtrecht erhielten die Bürger das Recht, ihr Gemeinwesen zu befestigen und, um die militärischen Bauten zu finanzieren, auch die Möglichkeit, Märkte in ihren Mauern abzuhalten.
Prichsenstadt wurde auch Sitz eines Amtes, das in die ehemalige castellische Burg einzog. Allerdings gelang es der jungen Stadt nicht wirtschaftlich zu den bereits etablierten Zentren Gerolzhofen, Iphofen, Stadtschwarzach und Volkach aufzuschließen. Deshalb bemühte sich Prichsenstadt 1381 um die Ausstellung eines neuen Privilegs durch König Wenzel. So erlangte sie das Zollrecht, das auf umliegende Ortschaften ausgeweitet wurde. Alle Händler, die dieses Areal durchquerten, mussten ihre Waren auch in Prichsenstadt feilbieten.
Die Stadt war endgültig etabliert, allerdings verloren die böhmischen Könige den Einfluss über ihr Geschöpf. Wenzel geriet in finanzielle Schwierigkeiten und musste die Stadt an die Burggrafen von Nürnberg verpfänden. Es folgte eine kurze Zwischenzeit unter der Herrschaft König Rupprechts von der Pfalz. 1411 besaß kurz Erkinger von Seinsheim die Stadt, die bald von den Burggrafen an Otto von Vestenberg verpfändet wurde. Erst 1416 konnten die Burggrafen endgültig Prichsenstadt in Besitz nehmen; eine Pfandeinlösung der Krone Böhmens war zuvor gescheitert.
Die Burggrafen von Nürnberg, die späteren Markgrafen von Brandenburg-Kulmbach, förderten ihren Besitz weiter. Die markgräflichen Besitzungen führten zum Konflikt mit dem Fürstbischof von Würzburg, der 1461 begann, auch mit kriegerischen Mitteln gegen die Markgrafschaft vorzugehen. Am 29. Oktober 1461 umzingelten fürstbischöfliche Truppen die Stadt Prichsenstadt. Diese erste Belagerung scheiterte jedoch. Als die Soldaten mit Verstärkung im Juli 1462 zurückkehrten, wurde Prichsenstadt dann doch noch eingenommen und zerstört.
In der Folgezeit wurde Prichsenstadt wieder aufgebaut. Die Bürger wurden noch von den Einwohnern des Dorfes Kleinschönbach verstärkt, das während der zweiten Belagerung vollständig zerstört worden war. Sie siedelten sich in der Vorstadt Prichsenstadts an und bildeten in der Folgezeit eine unabhängige Gemeinde innerhalb der Siedlung mit eigenem Schultheißen. Die Kleinschönbacher waren der Hochgerichtsbarkeit der fürstbischöflichen Zent Stadtschwarzach unterstellt.

### Frühe Neuzeit
In den folgenden Jahrhunderten war Prichsenstadt, im Grenzgebiet zweier konkurrierender Herrschaften gelegen, immer wieder kriegerischen Durchzügen und Eroberungen ausgesetzt. Im Deutschen Bauernkrieg schlossen sich die Prichsenstadter Ackerbürger den aufständischen Bauern an und eroberten die Befestigung auf dem Zabelstein. Allerdings wurden die Bewohner der Stadt nach der Niederschlagung des Aufstandes nicht vom Markgrafen belangt, weil sie lange Zeit den Bauern widerstanden hatten.
Von weitreichender Bedeutung war dagegen die Annahme der Reformation in der Stadt. Prichsenstadt, das inzwischen an die Markgrafen von Brandenburg-Ansbach gelangt war, nahm, wie seine Herren, 1528 die neue Lehre an. Mit der Ratifizierung der lutherischen Kirchenordnung 1533 war die Reformation abgeschlossen. Für Prichsenstadt brachte die Annahme der neuen Lehre auch wirtschaftliche Vorteile. Die nun katholischen Orte des Umlandes verjagten die hier lebenden Protestanten. Vor allem Menschen aus Gerolzhofen siedelten sich in Prichsenstadt an.
Der Dreißigjährige Krieg, der auch als Glaubenskonflikt begonnen hatte, wütete ab 1631 auch um Prichsenstadt. So marschierten die mit der Markgrafschaft verbündeten Schweden häufig durch die Stadt und quartierten Truppen ein. 1632 folgte dann die Rache der katholischen Kaiserlichen. Sie plünderten am 3. August Prichsenstadt und zerstörten das Amtshaus und 14 weitere Baulichkeiten. Zeitweise lebten nur noch der Kastner, zwei Ratsmitglieder und der Stadtschreiber innerhalb der Mauern. Erst nach 1643 normalisierte sich die Situation wieder.
Nach dem langen Krieg machte man sich erstmal an den Wiederaufbau der Stadt, wobei zunächst Neusiedler gewonnen werden mussten. Noch 1646 waren lediglich 61 von ehemals 110 Herdstellen bewohnt. Gleichzeitig verlor Prichsenstadt Einfluss auf sein Umland. Bereits seit der Reformation war der markgräfliche Amtmann nicht mehr in der Stadt, nach dem Ende des Dreißigjährigen Krieges schlug man Prichsenstadt dem Amt Uffenheim zu. Das Gewerbe erholte sich allerdings und erlebte im 18. Jahrhundert eine Blüte.
Ein neuerlicher Einschnitt erfolgte durch den Siebenjährigen Krieg, in dem Prichsenstadt wiederum viele Einquartierungen verkraften musste. Viel schwerer wog allerdings die Übergabe der Markgrafschaften an Preußen im Dezember 1791. Die Preußen führten eine Verwaltungsreform durch, mit der Prichsenstadt weiter seine ehemalige Vorrangstellung einbüßte. Die Revolutionskriege an der Wende zum 19. Jahrhundert brachten neue Einquartierungen und Durchzüge.

### Neuzeit: In Bayern
Nachdem Napoleon Bonaparte im Jahr 1802 die linksrheinischen Gebiete, die zu Bayern gehörten, seinem neuen Kaiserreich zugeschlagen hatte, musste er die Verbündeten Bayern irgendwie entschädigen. Dies gelang ihm, indem er die seit dem Mittelalter existierenden geistlichen Territorien 1803 säkularisierte und in Kurpfalzbayern eingliederte. Das eigentlich markgräfliche Prichsenstadt geriet am 30. Juni 1803 zusammen mit Kleinlangheim, Haidt und Stephansberg ebenfalls an Bayern.
In der Folgezeit wirkten sich die Ereignisse der Napoleonischen Kriege auf die kleine Stadt aus. 1805 lagen bayerische Truppen in Prichsenstadt im Quartier. Ebenso kam es zu Durchmärschen von französischen und badischen Truppen. Im Jahr 1810 wurde die Stadt neuerlich einer anderen Herrschaft zugeteilt und war fortan für wenige Jahre Teil des Großherzogtums Würzburg. Erst nach der Niederlage Napoleons und dem Wiener Kongress gelangte Prichsenstadt endgültig an das inzwischen zum Königreich aufgestiegene Bayern.
Jetzt begann der Niedergang der ehemaligen Amtsstadt, die bisher aus ihrem Umland hervorgestochen war. Die Errichtung eines eigenen Justizamtes wurde verwehrt, 1815 verlor die Stadt auch das Kameralamt. Mit der Gemeindeordnung vom 1. Oktober 1818 wurde Prichsenstadt Stadt III. Klasse im Landgericht Gerolzhofen. Später kam die Stadt zum Landgericht Wiesentheid, ehe ab 1862 wieder Gerolzhofen für die Prichsenstadter zuständig war.

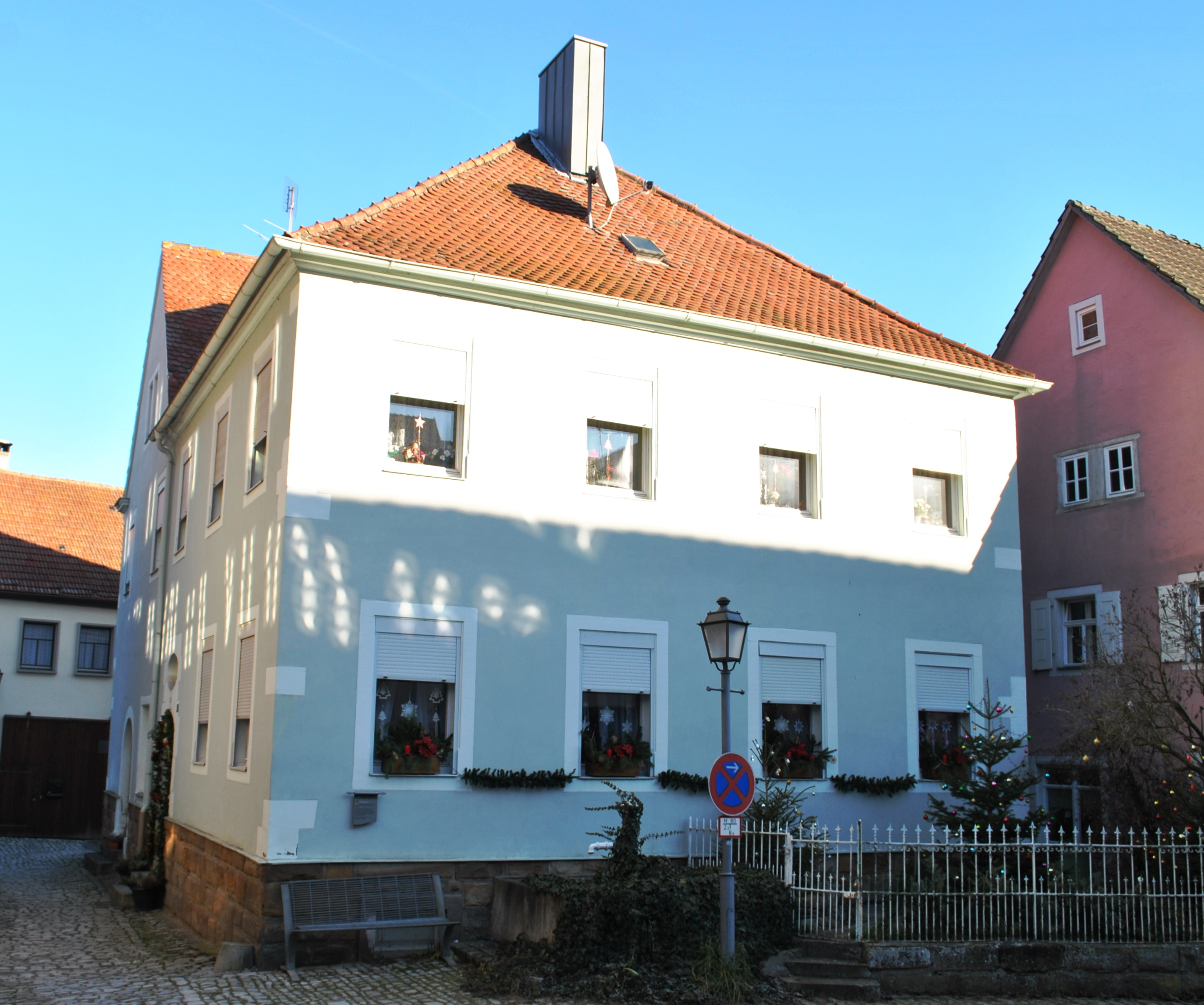
Die ehemalige Synagoge in der Nähe des Freihofes

Bisher hatte die Stadt vom Handel und dem kleinbürgerlichen Gewerbe in ihren Mauern gelebt. Die Bevölkerung schrumpfte allerdings im Laufe des 19. Jahrhunderts und Prichsenstadt war bald wirtschaftlich wieder vollständig von der Landwirtschaft abhängig. Dem Niedergang versuchte man auch mit der Anbindung an die Schiene entgegenzuwirken. Am 17. November 1893 erhielt Prichsenstadt einen eigenen Bahnhof an der Nebenstrecke Kitzingen–Gerolzhofen. Die Anlage war auch von Prinz Luitpold von Bayern unterstützt worden, der 1878 einige Tage in Prichsenstadt weilte.
Im Jahr 1908 errichtete Prichsenstadt als erste Gemeinde im Bezirksamt Gerolzhofen ein Elektrizitätswerk. Am Übergang zum 20. Jahrhundert wurde auch die konfessionelle Zusammensetzung der Bewohner vielfältiger und die Stadt wuchs mit dem Bau der katholischen Kirche im Norden der Altstadt aus ihrer Befestigung heraus. Die jüdische Gemeinde, die seit 1787 eine eigene Schule unterhielt, konnte im Jahr 1912 in der Nähe des Freihofes eine eigene Synagoge errichten.
Zur Zeit der nationalsozialistischen Machtergreifung im Jahr 1933 lebten noch um die 60 Personen jüdischen Glaubens in Prichsenstadt. Bereits 1934 kam es zu Repressionen gegen die Juden, die ersten Verhaftungen wurden ausgesprochen. Während der Novemberpogrome 1938 drangen SS-Männer in die Synagoge ein und zerstörten die Einrichtung. Am 20. April 1942 erhielten sieben Personen die Information, sie sollten „evakuiert“ werden. Der Deportation in Konzentrations- und Vernichtungslagern entkam keiner der Prichsenstadter Juden.
Die Stadt Prichsenstadt selbst wurde in den letzten Kriegstagen Ziel von amerikanischen Luftangriffen. Dabei wurden sieben Wohnhäuser und mehrere Scheunen in der Stadt zerstört. Unter anderem fiel auch das Spital im Westen der Stadt den Bombardierungen zum Opfer. Insgesamt 29 Bürger der Stadt fielen auf den Schlachtfeldern in Europa. Zwölf Männer galten als vermisst. Ein großes Kriegerdenkmal wurde für die gefallenen Wehrmachtsoldaten am Friedhof eingeweiht. Seit 2016 erinnern mehrere Stolpersteine an die verstorbenen jüdischen Mitbürger.
Nach dem Zweiten Weltkrieg wuchs Prichsenstadt durch die Ankunft vieler Flüchtlinge und Heimatvertriebener. In den 1970er Jahren forcierte man die Flurbereinigung, um die unrentabel gewordenen Kleinstflächen der Landwirtschaft zusammenzulegen. Zugleich erlebte auch der Weinbau eine Belebung. In der Nachkriegszeit begann man auch die touristische Erschließung der Altstadt voranzutreiben. Gleichzeitig entstanden auch kleinere Industriegebiete.

### Ortsname
Der Ortsname Prichsenstadt spiegelt die geschichtliche Entwicklung des Ortes wider. Die Endung -stadt verweist auf die Erhebung des ehemaligen Dorfes zu einer Siedlung städtischen Rechts. Allerdings kann der ursprüngliche Name „Briesendorf“, 1258 erstmals erwähnt, Auskunft über die Gründung der Siedlung geben. Die Mode-Endung -dorf wurde vor allem während der karolingisch-fränkischen Erschließung des Raumes im 8. und 9. Jahrhundert gebraucht. Das Suffix stand ursprünglich allgemein für eine menschliche Ansiedlung.
Wesentlich komplizierter ist das Aufkommen des Präfixes Briesen- bzw. Prichsen- herzuleiten. Die Literatur vermutet, dass ein fränkischer Adeliger namens Briso die geplante Ansiedlung organisierte oder in der Frühzeit dem jungen Dorf vorstand. In älteren Werken wird außerdem der Zusammenhang mit dem Wort „brisen“ hergestellt, das so viel wie einschnüren oder umfassen bedeutete. Danach wäre das ältere Dorf von einem Wald oder mehreren Seen umgeben gewesen. Die Siedlung erhielt ihren heutigen Namen im Laufe der Jahrhunderte.
Die Bewohner der Stadt werden von den Menschen der Umgebung auch mit sogenannten Necknamen belegt. So taucht immer wieder die Bezeichnung Krenfechser (bzw. mainfränkisch Krääfachsər) auf. Sie verweist auf den Meerrettichanbau in der Umgebung der Gemeinde. Ebenso einen landwirtschaftlichen Hintergrund hat die Bezeichnung Faselein (bzw. Fasäli). Hier wird auf die Tatsache angespielt, dass um Prichsenstadt Bohnenanbau betrieben wird.

### Verwaltung und Gerichte
| Die folgenden Verwaltungseinheiten waren der Stadt Prichsenstadt übergeordnet. - bis um 1648: Amt Prichsenstadt in der Markgrafschaft Brandenburg-Ansbach - bis 1803: Oberamt Uffenheim in der Markgrafschaft Brandenburg-Ansbach, ab 1791 Preußen - bis 1853: Landgericht älterer Ordnung Gerolzhofen im Untermainkreis, ab 1837 Unterfranken - bis 1862: Landgericht Wiesentheid in Unterfranken - bis 1972: Bezirksamt Gerolzhofen, ab 1939 Landkreis Gerolzhofen in Unterfranken - bis 1978: Landkreis Kitzingen in Unterfranken - ab 1978: Hauptort der Stadt Prichsenstadt im Landkreis Kitzingen | Gerichtlich unterstand Prichsenstadt folgenden Instanzen. - bis um 1791: Blutgericht Prichsenstadt in der Markgrafschaft Brandenburg-Ansbach - bis 1853: Landgericht älterer Ordnung Gerolzhofen - bis 1862: Landgericht älterer Ordnung Wiesentheid - bis 1879: Landgericht Wiesentheid - bis 1925: Amtsgericht Wiesentheid im Landgerichtsbezirk Würzburg - bis 1973: Amtsgericht Gerolzhofen im Landgerichtsbezirk Schweinfurt - ab 1973: Amtsgericht Kitzingen im Landgerichtsbezirk Würzburg |

### Wappen
| | Blasonierung: „Gespalten von Blau und Rot; vorne ein silberner Turm mit breitem silbernen Dach, hinten ein doppeltschwänziger, silbern gekrönter und silbern bewehrter silberner Löwe, der die Vorderpranken an den Turm legt.“ |
| Wappenbegründung: Die Darstellung des Turms und des Löwen erscheint bereits in den frühesten bekannten Siegeln, die im 14. Jahrhundert geführt wurden. Der Löwe ist wahrscheinlich der böhmische, der Turm steht für die Stadtrechte. Die Stadt erhielt die Stadtrechte im Jahr 1367 vom König von Böhmen. Bis 1818 blieb das Wappen unverändert, der Löwe wurde 1818 entfernt. Am 21. Mai 1837 wurde jedoch das alte Wappen nach einem Erlass König Ludwigs I. von Bayern wieder angenommen. Nach Bauer bezieht sich die rote Tingierung dagegen auf das gesamte Wappenschild, die Farbe Blau taucht lediglich auf dem Dach des Turmes auf. | |

## Politik

### Von der Stadt zum Hauptort
Den Ausbau zur Stadt begleitete auch eine „Verwaltungsreform“, die den Prichsenstadter Bürgern mehr Rechte einräumte. So erhielten sie am 1. April 1433 das Recht, jährlich einen Stadtrat zu wählen, der im Auftrag der Stadtherrn für Gemeinde und Bürgerschaft verantwortlich war. Damit unterschied sich die Stadt von ihrem ländlichen Umland, das mit dem Schultheißen, der von der jeweiligen Obrigkeit bestimmt wurde, einen Vertreter des Herren über sich hatte.
Seit dem 16. Jahrhundert saß außerdem ein königlicher, später markgräflicher Amtmann in Prichsenstadt, der ebenfalls hoheitliche Aufgaben des Stadtherren wahrnahm. Daneben existierte das Amt des Kastners, der die obrigkeitlichen Steuern einzog und sich ebenfalls an der Stadtverwaltung beteiligte. Weitere, städtische Ämter wurden vom Büttel oder Stadtknecht und dem Stadtschreiber übernommen, der zugleich auch Amtsschreiber und Gerichtsschreiber war.
| Friedrich Ebenauer  | 1888–1906 |                               |
| Wilhelm Dörrer      | 1906–1929 |                               |
| Wilhelm Ebert       | 1929–1935 |                               |
| Heinrich Sauer      | 1935–1945 |                               |
| Hans Igel           | 1945–1948 |                               |
| Friedrich Keßler    | 1948–1966 | Ehrentitel „Altbürgermeister“ |
| Alfred Hügelschäfer | 1966–1984 | Ehrentitel „Altbürgermeister“ |

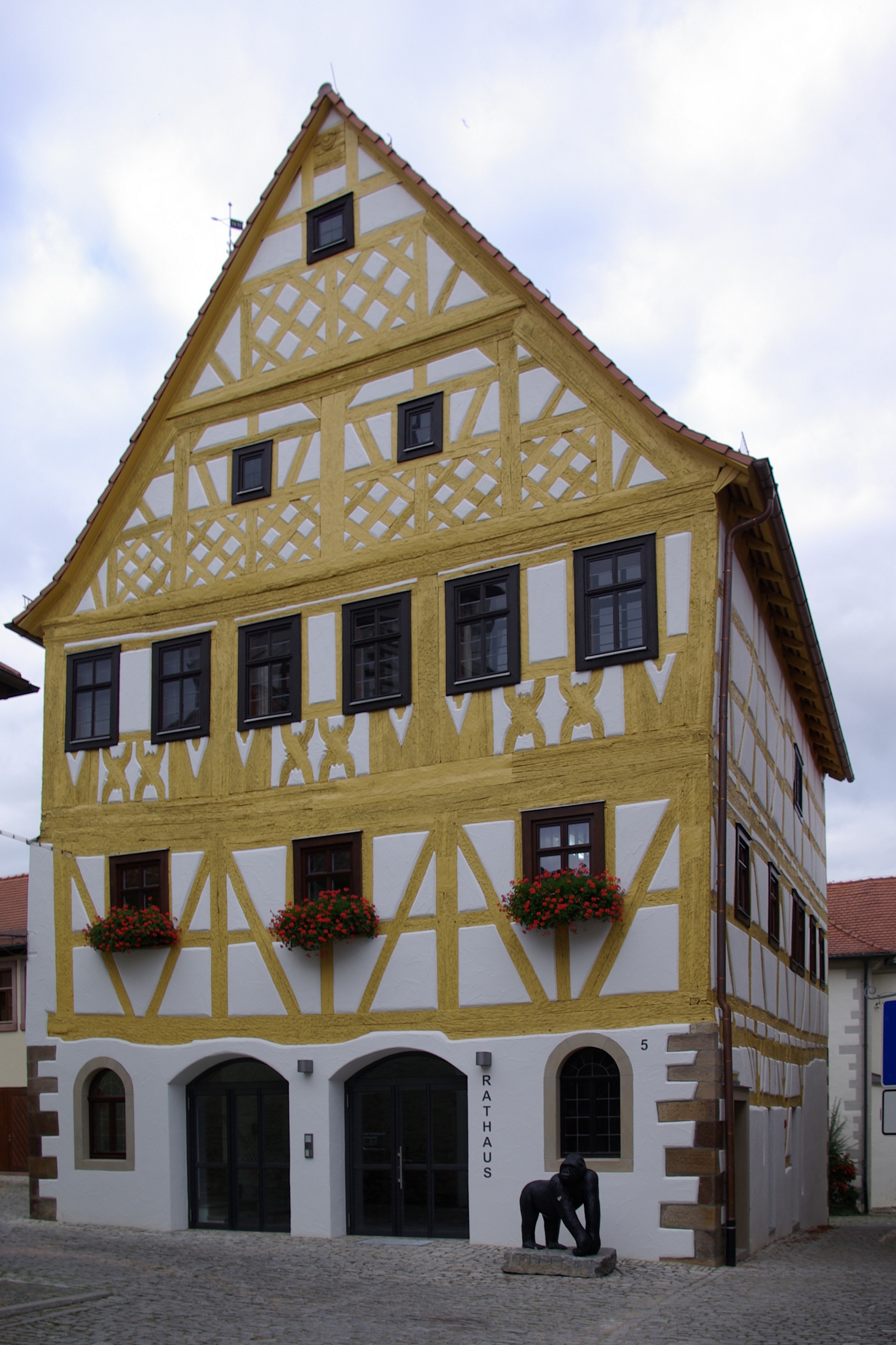
Prichsenstadter Rathaus am Karlsplatz

Durch den Aufstieg zu Staatsbürgern zu Beginn des 19. Jahrhunderts erhielten Prichsenstadts Bewohner Rechte und Pflichten und waren nicht mehr als Untertanen der jeweiligen Herrschaft unterstellt. Mit der Gemeindeordnung von 1818 organisierte man die Stadtverwaltung neu. Fortan standen der Stadt ein Bürgermeister, sechs Magistratsräte und 18 Gemeindebevollmächtigte vor. Nach dem Zweiten Weltkrieg wurde die Parteizugehörigkeit der jeweiligen Bürgermeisterkandidaten wichtiger. Das Prichsenstadter Rathaus verwaltet heute auch die Angelegenheiten der Ortsteile.

### Einwohnerentwicklung
Die Einwohner der Stadt Prichsenstadt wurden erstmals an der zum 16. Jahrhundert eher zufällig erfasst. Damals wurden allerdings nur die männlichen Haushaltsvorstände und Witwen gezählt, sodass man auf Hochrechnungen angewiesen ist. Mit um 1200 Bewohnern lebten in Prichsenstadt etwa vergleichbar viele Menschen, wie in den anderen Städten des Steigerwaldvorlandes. Die Stadt war ein echtes Zentrum und wuchs, was insbesondere durch den Höchststand von 1360 Menschen im Jahr 1790 deutlich wurde.
Mit dem Übergang an Bayern und der Verlagerung der zentralörtlichen Institutionen in die Nachbarorte begann ein langanhaltender Niedergang der Stadt. Bereits 1830 lebten nur noch 1018 Menschen in der Stadt, bis 1880 sank die Zahl auf 770 Menschen. Im Jahr 1900 erreichte man einen Tiefststand mit nur noch 701 Einwohnern. Erst mit wachsenden Flüchtlingszahlen nach dem Zweiten Weltkrieg stiegen die Einwohnerzahlen wieder in größerem Maßstab. Durch die Ausweisung neuer Wohngebiete stiegen die Zahlen weiter. Heute leben etwa 950 Menschen in Prichsenstadt.
| Jahr    | Einwohner  |
| ------- | ---------- |
| um 1599 | 1200 (ca.) |
| 1790    | 1360       |
| 1830    | 1018       |
| 1846    | 0926       |
| 1861    | 0841       |

| Jahr | Einwohner |
| ---- | --------- |
| 1871 | 779       |
| 1880 | 770       |
| 1890 | 749       |
| 1900 | 701       |
| 1919 | 755       |

| Jahr | Einwohner |
| ---- | --------- |
| 1933 | 715       |
| 1946 | 869       |
| 1961 | 768       |
| 1987 | 722       |
| 2007 | 949       |

## Kultur und Sehenswürdigkeiten

### Baudenkmäler

#### Ensemble Altstadt
Das Ensemble Prichsenstadt umfasst die ummauerte Altstadt samt dem Weihergürtel der Nord- und Südseite, der Teil der Stadtbefestigung war und durch einen tiefen Stadtgraben an der Westflanke der Stadt in Verbindung steht. Östlich des bestehenden Dorfes wurde ein befestigter Markt angelegt. Das zur Vorstadt herabgesunkene Dorf wurde im Laufe des 15. Jahrhunderts in die Ummauerung einbezogen. Dadurch zerfällt das Städtchen in zwei Hälften, deren Trennungslinie sich deutlich zeigt und im Torturm manifestiert, der die Hauptstraße in der Mitte teilt.
Der langrechteckige Ortsgrundriss wird durch die in der Längsachse, von Westen nach Osten, ehemals von Tor zu Tor geführte Hauptstraße getragen. Sie ist breit angelegt und verrät darin ihre Eigenschaft als Marktstraße. In der östlichen Stadthälfte verläuft sie leicht gekrümmt, verbreitert sich allmählich nach Westen und bildet vor dem inneren Torturm einen kleinen Platz; hier steht das Rathaus, von der Häuserflucht zurückgesetzt.

#### Sixtuskirche

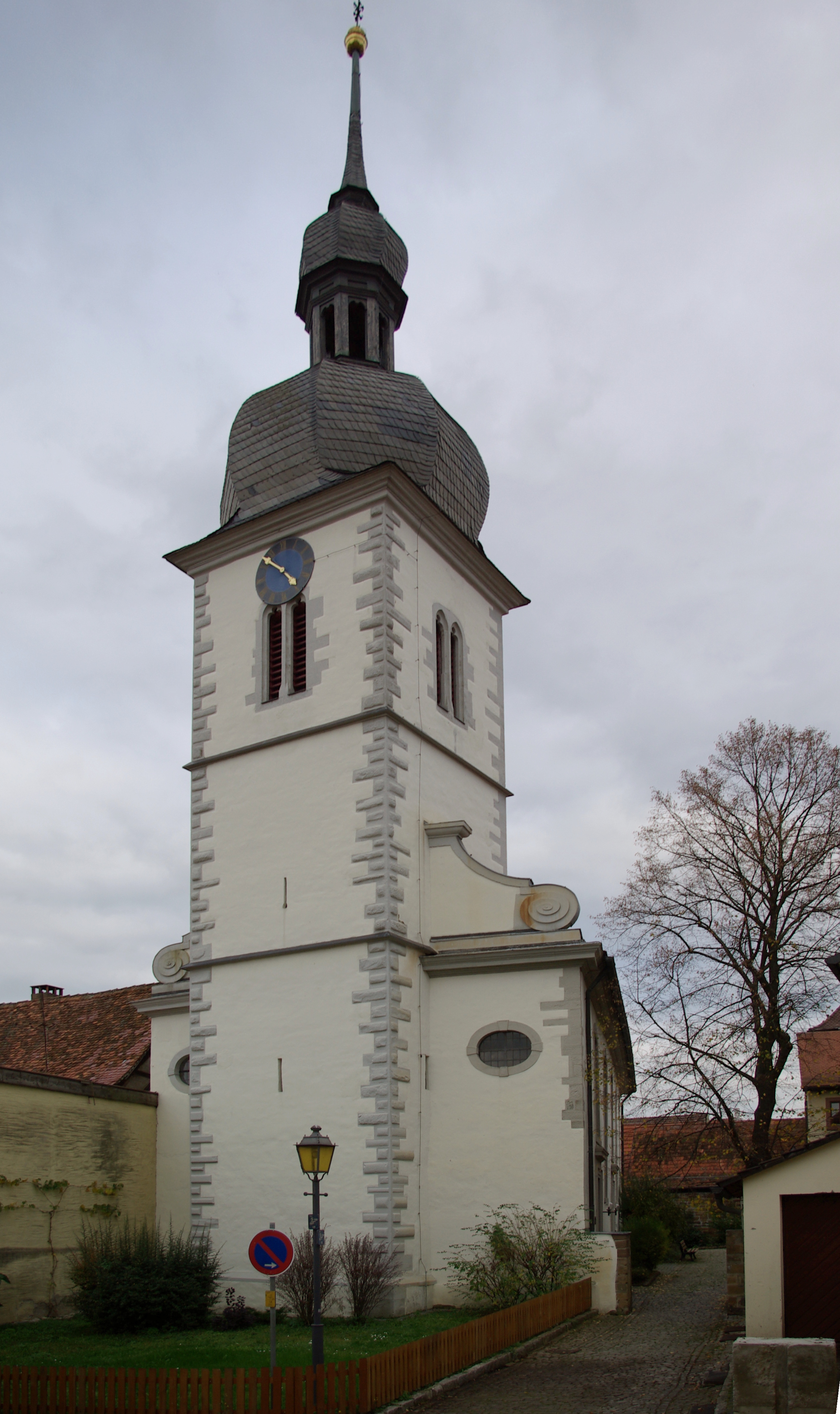
Die Stadtpfarrkirche St. Sixtus

Die evangelisch-lutherische Pfarrkirche St. Sixtus bildet noch heute einen der Mittelpunkte in der Altstadt. Sie liegt in der Kirchgasse im Norden des Karlsplatzes. Die Kirche entstand wohl bereits im 14. Jahrhundert und wurde im Zuge der Stadterhebung zu einer Pfarrkirche ausgebaut. Im Zuge der Annahme der Reformation gestaltete man das Gotteshaus um, sodass eine schlichte Saalkirche entstand. Der heutige Glockenturm entstammt dem 18. Jahrhundert.
Die Kirche präsentiert sich heute als schlichter Saalbau mit einem polygonalen Chor. Eine besondere Bedeutung kommt dem Westturm zu, der ursprünglich als Campanile frei neben der Kirche stand. Er war als höchster Punkt der Stadt lange Zeit auch Aussichtsturm und damit Teil der militärischen Befestigung. Die Evangelische Kirche kann weitgehend dem Barock zugeordnet werden. Allerdings haben sich im Chor mit seinen Rundbogenfenstern noch Überreste des gotischen Vorgängerbaus erhalten.
Im Inneren der Sixtuskirche wird der protestantische Gestaltungsanspruch deutlich. Die Ausstattung ist schlichter, als bei einer vergleichbaren katholischen Kirche und wurde vor allem vom sogenannten Markgrafenstil inspiriert. Besonders typisch ist die Anordnung von Altar und Orgel übereinander. Die wichtigsten Stücke entstammen der Zeit nach dem Dreißigjährigen Krieg. Die Renaissance-Kanzel gelangte allerdings bereits im Jahr 1620 in das Gotteshaus.

#### St. Thekla und St. Lioba
Die kleine katholische Filialkirche am Rande der Altstadt wurde den Heiligen Thekla von Ikonium und Lioba von Tauberbischofsheim geweiht. Durch das Wachstum der Stadt in der ersten Hälfte des 20. Jahrhunderts siedelten sich auch wieder Katholiken in Prichsenstadt an. Schnell erkannte man die Notwendigkeit, ein eigenes Gotteshaus für die kleine Gemeinde zu errichten, und wählte die sogenannte Herrgottssteige im Nordosten der Altstadt.
Am 7. Juli 1929 wurde die Kirche vom Würzburger Bischof Matthias Ehrenfried eingeweiht. Die Kirche St. Thekla und St. Lioba präsentiert sich als einfacher Saalbau. Auf der Südwestseite ziert ein Dachreiter den Bau. Die Ausstattung im Inneren entstammt zumeist der Errichtungszeit und wurde von lokalen Künstlern geschaffen. Der Hochaltar wurde von Josef Gerngras aus Würzburg im Jahr 1929 geschaffen. Mit Reliefs wurde auf die Kirchenpatroninnen verwiesen.

#### Rathaus
Das Rathaus der Stadt befindet sich etwas zurückversetzt am Karlsplatz. Es entstand in seiner heutigen Form nach den Zerstörungen des Dreißigjährigen Krieges und wurde im Jahr 1682 eingeweiht. Allerdings besaß die Bürgergemeinde schon vor dem Krieg ein repräsentatives Gebäude, in dem die Ratssitzungen abgehalten wurden. Im 20. Jahrhundert erweiterte man den Bau, um den neuen Verwaltungsaufgaben einer Großgemeinde gerecht werden zu können.
Das Haus präsentiert sich als schlichter Fachwerkbau, der nur durch seine Geschossanzahl von drei aus der benachbarten Menge an ähnlichen Bauten hervorragt. Das Rathaus nahm in seinem Erdgeschoss ursprünglich eine Verkaufshalle auf, deren Existenz durch die zwei heute noch sichtbaren Torbogen nachvollziehbar ist. Der Sitzungssaal im zweiten Obergeschoss wurde mit Innenfachwerk verziert. Mehrere, wertvolle Gemälde, insbesondere Amtsporträts sind in den Räumlichkeiten zu finden.

#### Freihof
Der sogenannte Freihof in der gleichnamigen Gasse im Norden der Altstadt kann als bedeutender Profanbau der Stadt gelten. Er ist zugleich auch der letzte, bauliche Überrest des ehemaligen Schlosses und wurde jahrhundertelang als Bauhof der Schlossanlage genutzt. Der Freihof wurde im Jahr 1258 zum ersten Mal in historischen Quellen erwähnt und gilt als die Urzelle der Siedlung, des damaligen Briesendorfs. Im 17. Jahrhundert war der Hof Ort mehrerer Ritterkonvente. Im 19. Jahrhundert wurde der Freihof an Privatleute verkauft.
Der Freihof präsentiert sich heute als Bauwerk aus der Renaissance. Die Grundformen entstanden im Jahr 1592. Der Hof wurde traufständig errichtet und schließt mit einem Satteldach ab, wobei die Fassaden mit einem Stufengiebel gestaltet wurden. Er ist zweigeschossig und weist im Obergeschoss Zierfachwerk auf. Besonders markant ist die Portalgestaltung des ehemaligen Bauhofes. Das bossierte Portal wird von einem Wappen der Markgrafen von Ansbach überragt.

#### Stadtbefestigung

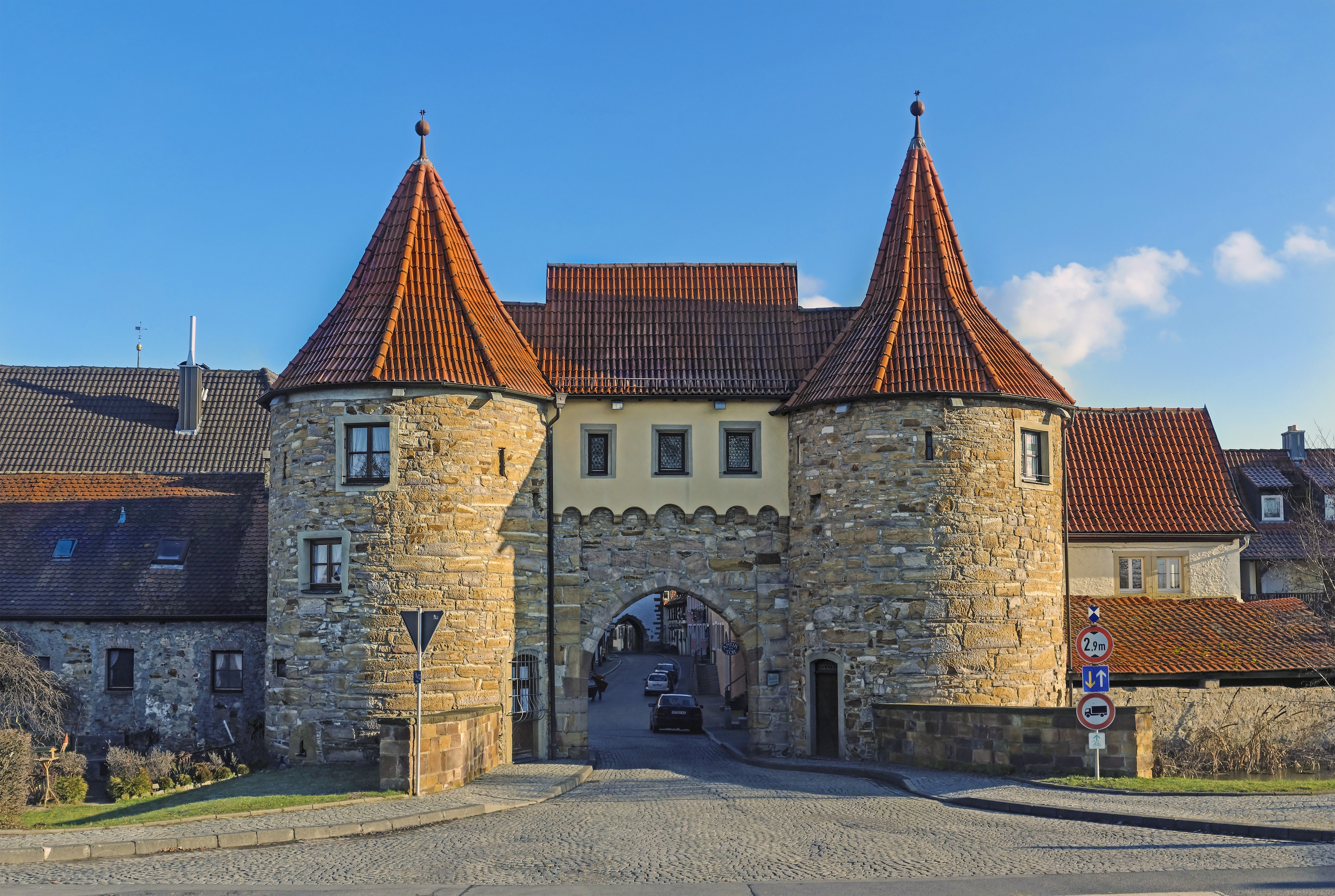
Das Vorstadttor oder Obere Tor

Die Prichsenstadter Stadtbefestigung hat sich heute noch weitgehend erhalten. Als Besonderheit bildete die Befestigung zwei Ringe, die die innere Stadt von der ehemaligen „Vorstadt“ trennten. Beide Ringe entstanden im Laufe des 15. Jahrhunderts, als Prichsenstadt Stadtrechte erwerben konnte. Nach den Zerstörungen während der Belagerung von 1492 errichtete man die Befestigungen neu. Die Seen im Norden von Prichsenstadt speisten die Gräben der Stadt, die ebenfalls als Verteidigungsbereiche errichtete worden waren.
Zwei Elemente der Befestigung haben, neben den Verteidigungsfunktionen, auch repräsentativen Charakter. Es sind dies das sogenannte Obere oder Vorstadttor und der Stadtturm am Übergang zur Innenstadt. Das Untere Tor, das den Abschluss der Stadt im Norden bildete (auf Höhe der katholischen Kirche), brannte im Jahr 1837 ab. Das Obere Tor mit seinen zwei steinsichtigen Rundtürmen und den Spitzhelmen bildet heute ein beliebtes Fotomotiv und hat sich zu einem Wahrzeichen der Stadt entwickelt.
Der Stadtturm stammt in seinen Grundformen aus dem 15. Jahrhundert und kann damit der ersten Befestigung zugerechnet werden. Er ist verputzt und besitzt eine spitzbogige Durchfahrt, die reich profiliert wurde. Der Turm ist, nach dem Kirchturm der Sixtuskirche, der zweithöchste Punkt der Stadt. Er wurde im 18. Jahrhundert durch den markgräflichen Landbauinspektor Johann David Steingruber erhöht und präsentiert sich heute mit einem Pyramidendach, auf das ein Dachreiter aufgesetzt wurde.

#### Friedhof
Das wohl wertvollste Ensemble außerhalb der Altstadt ist der Friedhof an der Bahnhofstraße. Im 16. Jahrhundert verlegte man vielerorts die Bestattungsplätze von den die Kirche umgebenden Plätzen in ein Areal außerhalb der engen Altstadt. 1542 wurde auch in Prichsenstadt der Friedhof verlegt. Wohl 1598 wurde bereits eine Erweiterung vorgenommen, wahrscheinlich hatten auch viele Glaubensflüchtlinge aus dem katholischen Umland für das Anwachsen des Friedhofs gesorgt.
Der Prichsenstädter Friedhof besitzt drei besondere Merkmale, die typisch sind für einen lutherischen Bestattungsplatz im Kitzinger Land. Zum einen existiert ein Renaissance-Portal, das mit seiner Pilastergliederung in den eigentlichen Friedhof überleitet. Die sogenannten Arkaden im Friedhofsinneren füllten sich bei Beerdigungen mit Trauernden. Zum anderen hat sich eine Friedhofskanzel erhalten, ein quadratischer Pavillon mit Welscher Haube. Der Pfarrer nahm von hier aus Leichenpredigten vor.

#### Privathäuser und Höfe (Auswahl)

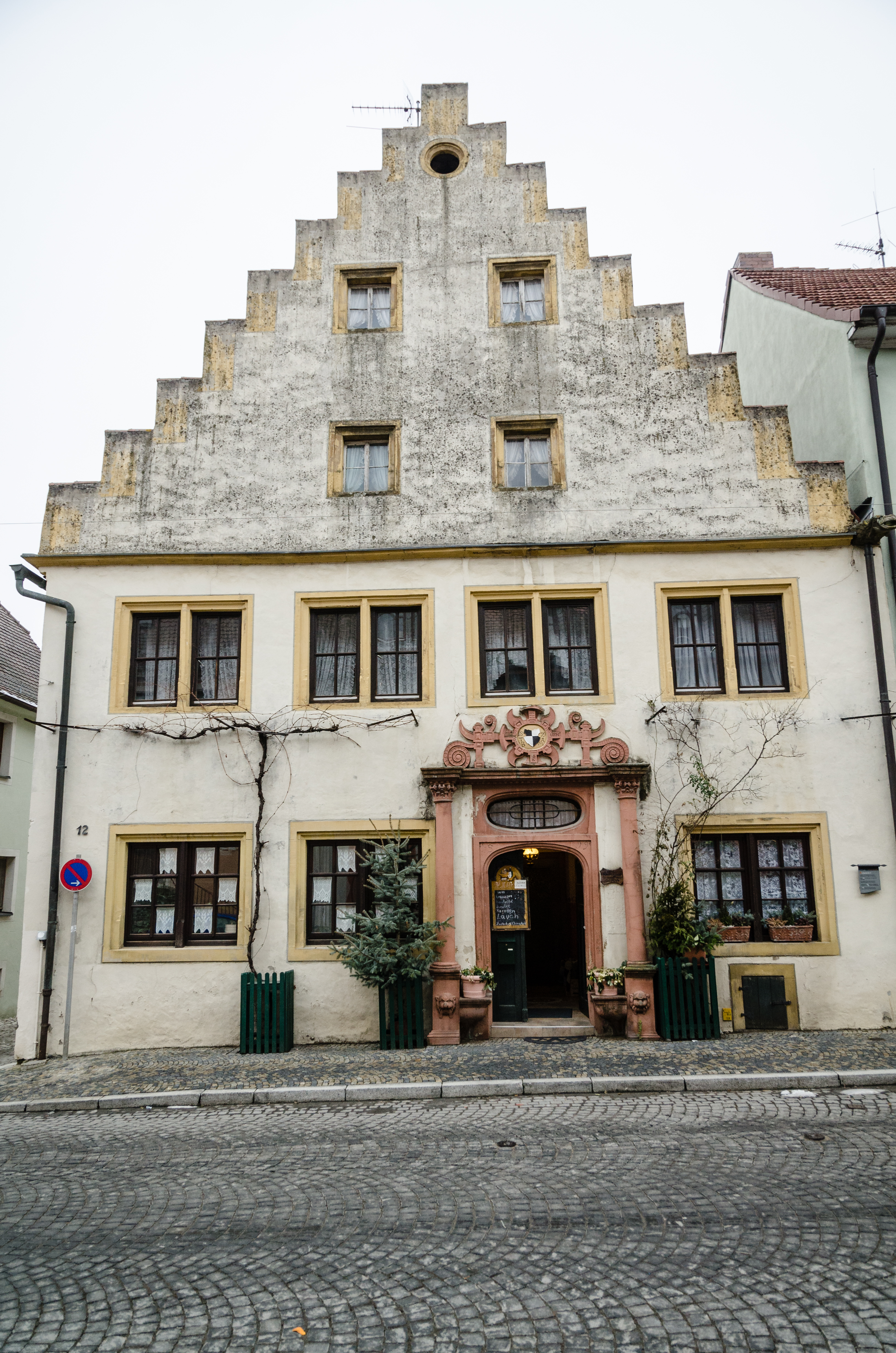
Das Haus Luitpoldstraße 12

Weitere bedeutsame Häuser in der Altstadt sind zumeist an der Luitpold-, der Schulinstraße und am Karlsplatz zu finden. Prichsenstadt gilt als eines der Beispiele, an denen der fränkische Hausbau in der Frühen Neuzeit besonders gut nachvollzogen werden kann. Anders als bei den größeren Städten der Umgebung konnten die Bürger ihre Häuser häufig nur in Fachwerkbauweise errichten. Dies führte dazu, dass die Zerstörungen des Dreißigjährigen Krieges besonders viel Bausubstanz vernichteten.
Das älteste erhaltene Haus der Innenstadt ist nach dem Freihof das Wohnhaus in der Luitpoldstraße 12. Es wurde 1599 vom Prichsenstadter Bürgermeister Thomas oder Theodor Albert errichtet. Im 18. Jahrhundert veränderte man den Bau allerdings und passte seine Erscheinung dem barocken Zeitgeschmack an. Das Anwesen präsentiert sich heute als zweigeschossiger Satteldachbau mit einem Renaissance-Treppengiebel. Es wurde giebelständig zur Luitpoldstraße hin erbaut. → siehe auch: Luitpoldstraße 12 (Prichsenstadt)

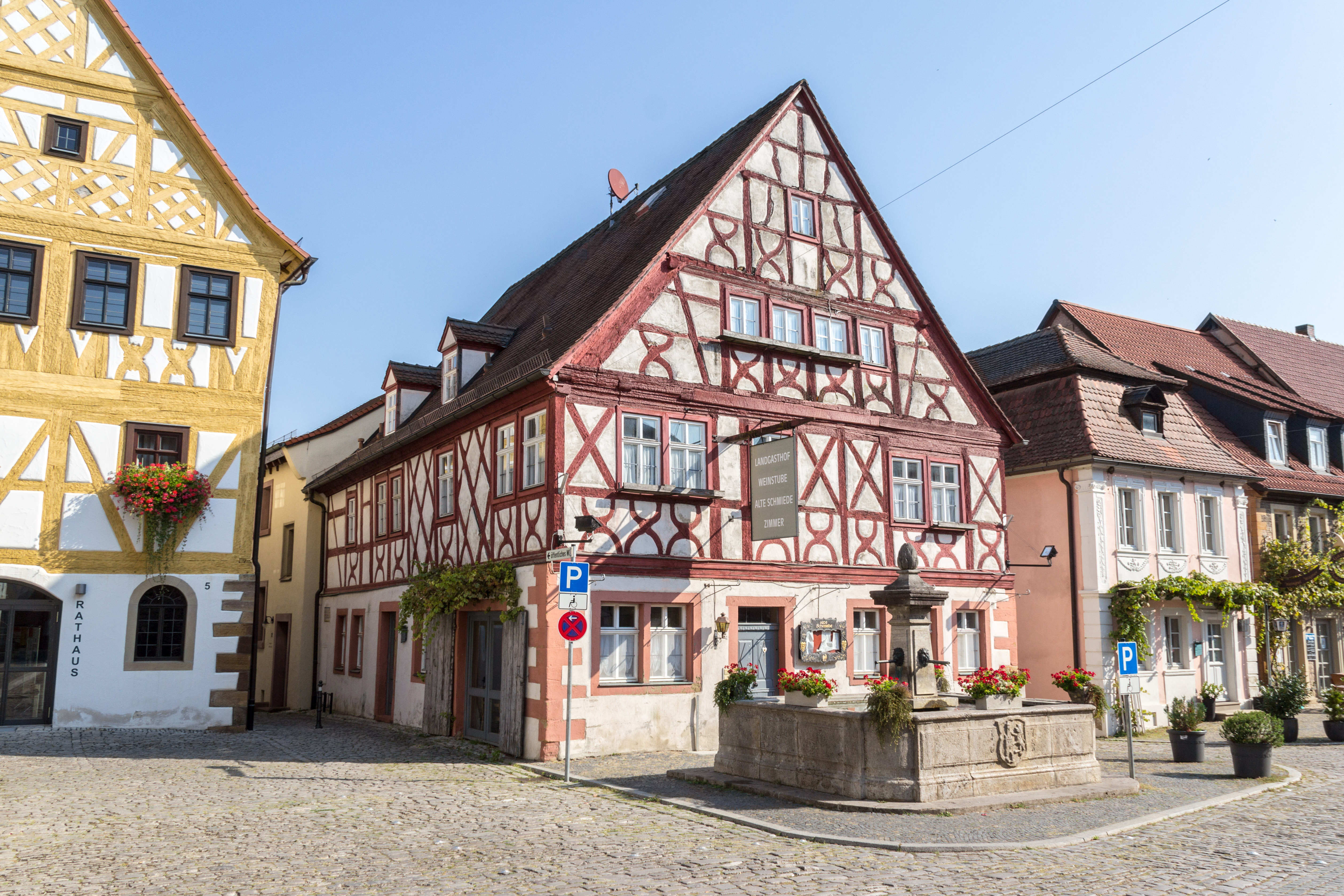
Das Gasthaus Alte Schmiede am Karlsplatz

Ebenfalls repräsentativ ist das Haus Karlsplatz 7. Es wurde bereits zu Beginn des 17. Jahrhunderts erbaut und beherbergte lange Zeit das Gasthaus Alte Schmiede, wobei die Vornutzung durch die Wahl des Namens verdeutlicht wird. Das Anwesen bildet mit dem benachbarten Rathaus eine städtebauliche Einheit. Ähnlich wie das Rathaus weist es auch Zierfachwerk auf. Das Haus präsentiert sich als zweigeschossiger Satteldachbau. Der Giebel wurde ebenfalls in Richtung der Marktstraße ausgerichtet.
Der Wiederaufbau nach dem Dreißigjährigen Krieg ist an zwei Gebäuden besonders gut ablesbar. In der Luitpoldstraße 16 entstand 1671 ein zweigeschossiger Satteldachbau mit Krüppelwalm. Das Haus wurde von Gerbern bewohnt, die sich das repräsentative Fachwerk im Obergeschoss leisten konnten. Moderner zeigt sich das Haus Schulinstraße 7. Es wurde 1687 ebenfalls von einer Gerberfamilie errichtet und gilt als der erste traufständige Bau der Stadt. Das Obergeschoss des Baus ist ebenfalls mit Fachwerk verziert. → siehe auch: Luitpoldstraße 16 (Prichsenstadt) und Schulinstraße 7 (Prichsenstadt)
Wesentlich verspielter zeigt sich ein Gebäude am Ende der Schulinstraße. Das Haus Schulinstraße 19 wurde an der Wende zum 18. Jahrhundert aufgebaut, wieder hatte zuvor der lange Krieg den Vorgängerbau zerstört. Die Bewohner sorgten aber für die Errichtung eines Erkers und brachten den gewachsenen Wohlstand damit zum Ausdruck. Auf den wirtschaftlichen Aufschwung im 18. Jahrhundert geht auch das Haus Karlsplatz 9 zurück. Es ist durchgängig aus Stein errichtet und zitiert mit seinen geohrten Fenstern, den Eckpilastern und dem Walmdach die Formen des Barock. → siehe auch: Schulinstraße 19 (Prichsenstadt)
Im 19. Jahrhundert wurden die Häuser der Altstadt dann wieder wesentlich schlichter erbaut. Gute Beispiele hierfür sind das Haus Schloßgasse 1 mit seiner Eckquaderung und dem verputzten Fachwerkgiebel sowie das Mansarddachhaus in der Luitpoldstraße 11. Das ehemalige Badehaus in der Badgasse 9 präsentiert sich als eingeschossiges Giebelhaus mit Krüppelwalmdach und verputztem Fachwerkgiebel. Es wurde im 19. Jahrhundert erbaut, besitzt allerdings im Inneren Überreste der Vorgängergebäude.

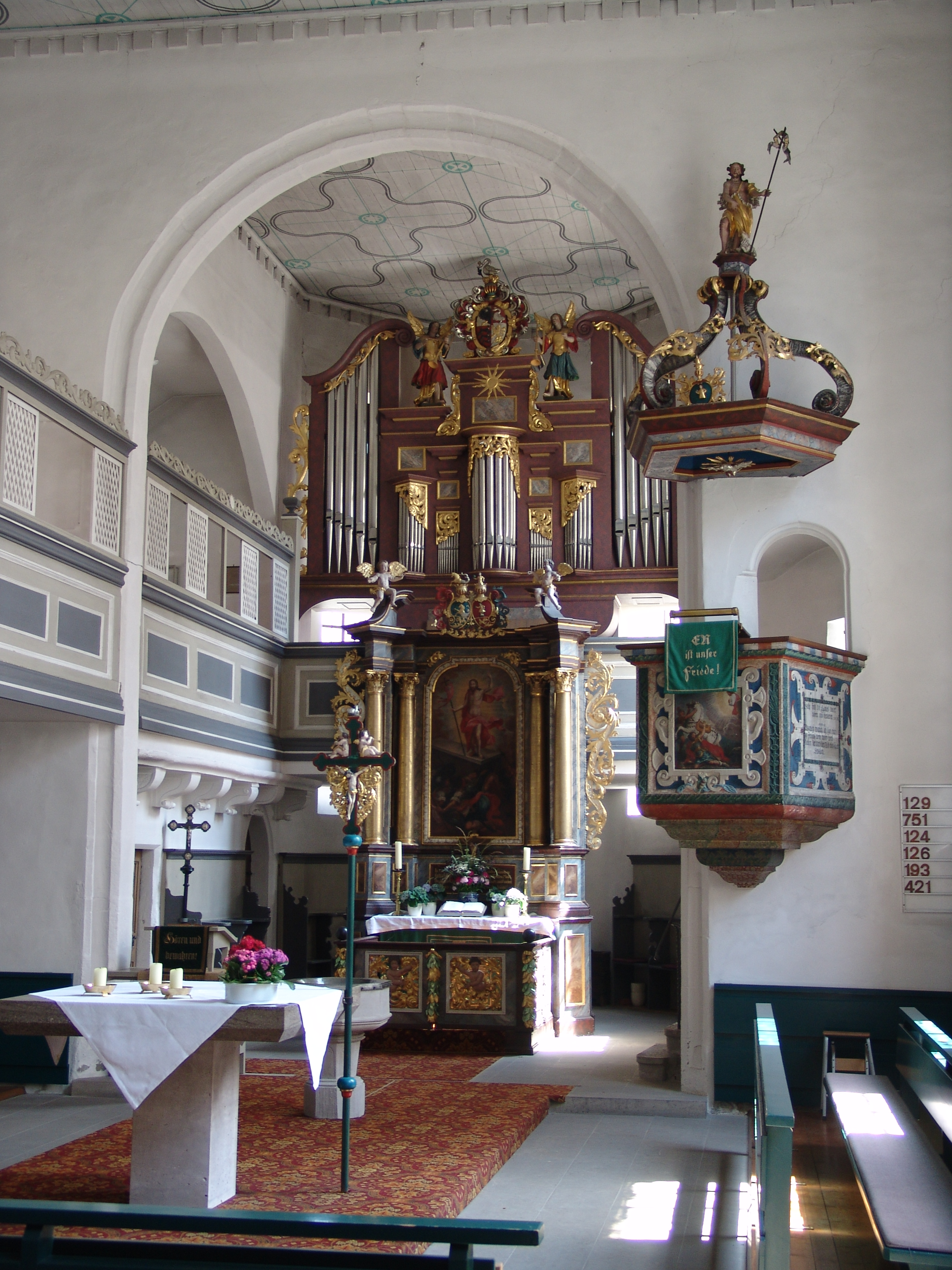
Innenraum der Sixtuskirche mit Kanzel, Orgel und Altar
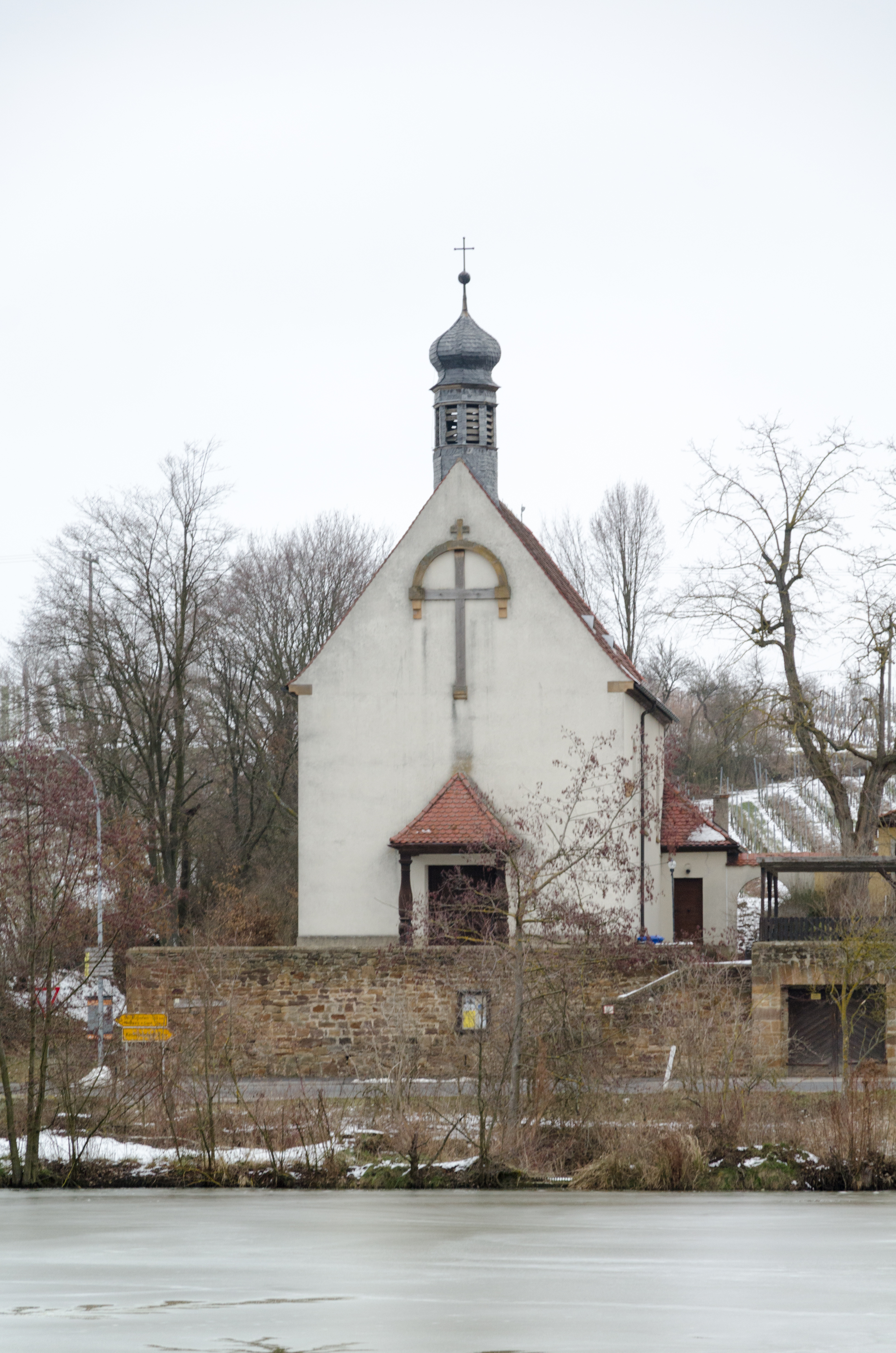
St. Thekla und St. Lioba
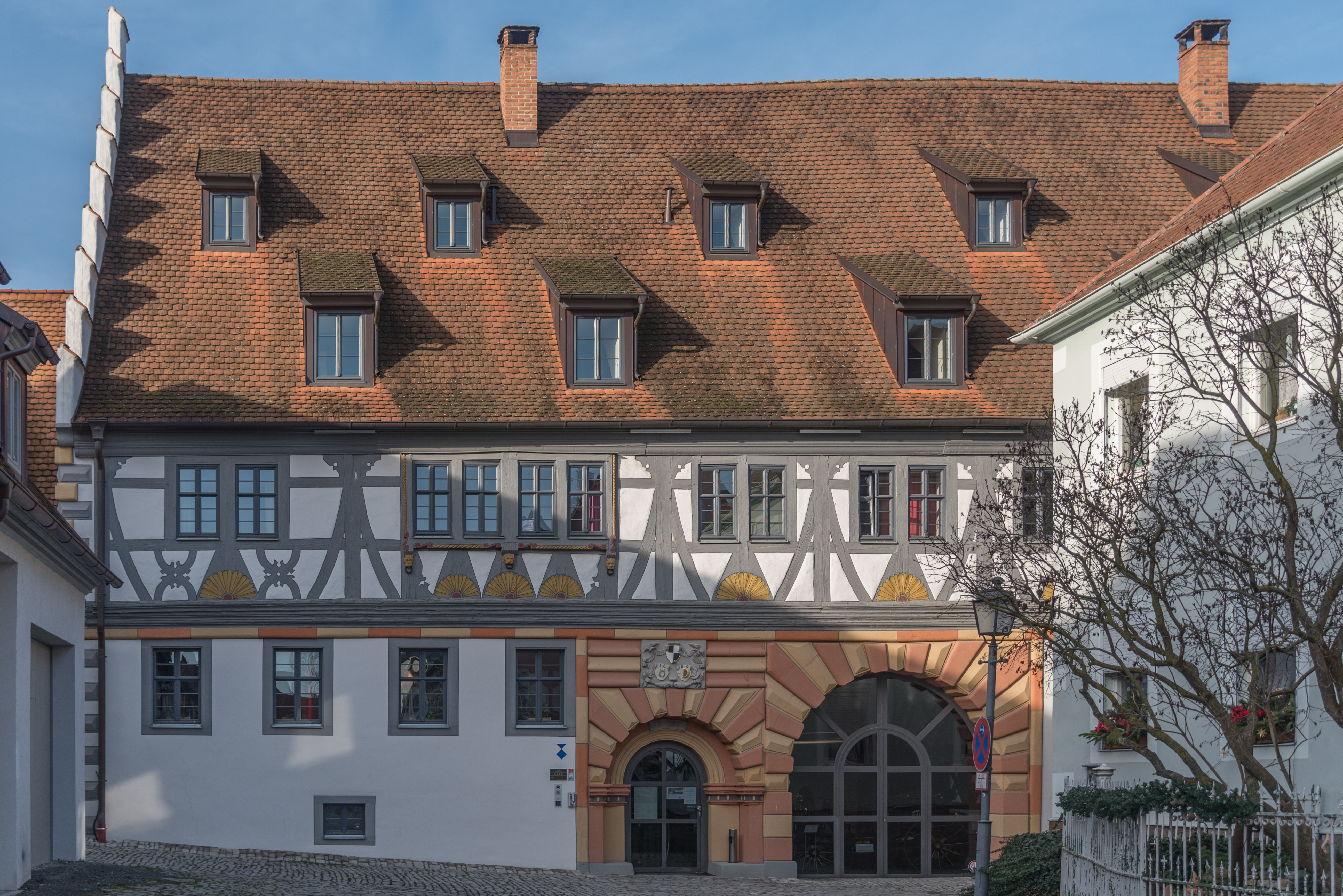
Fassade des Freihofes
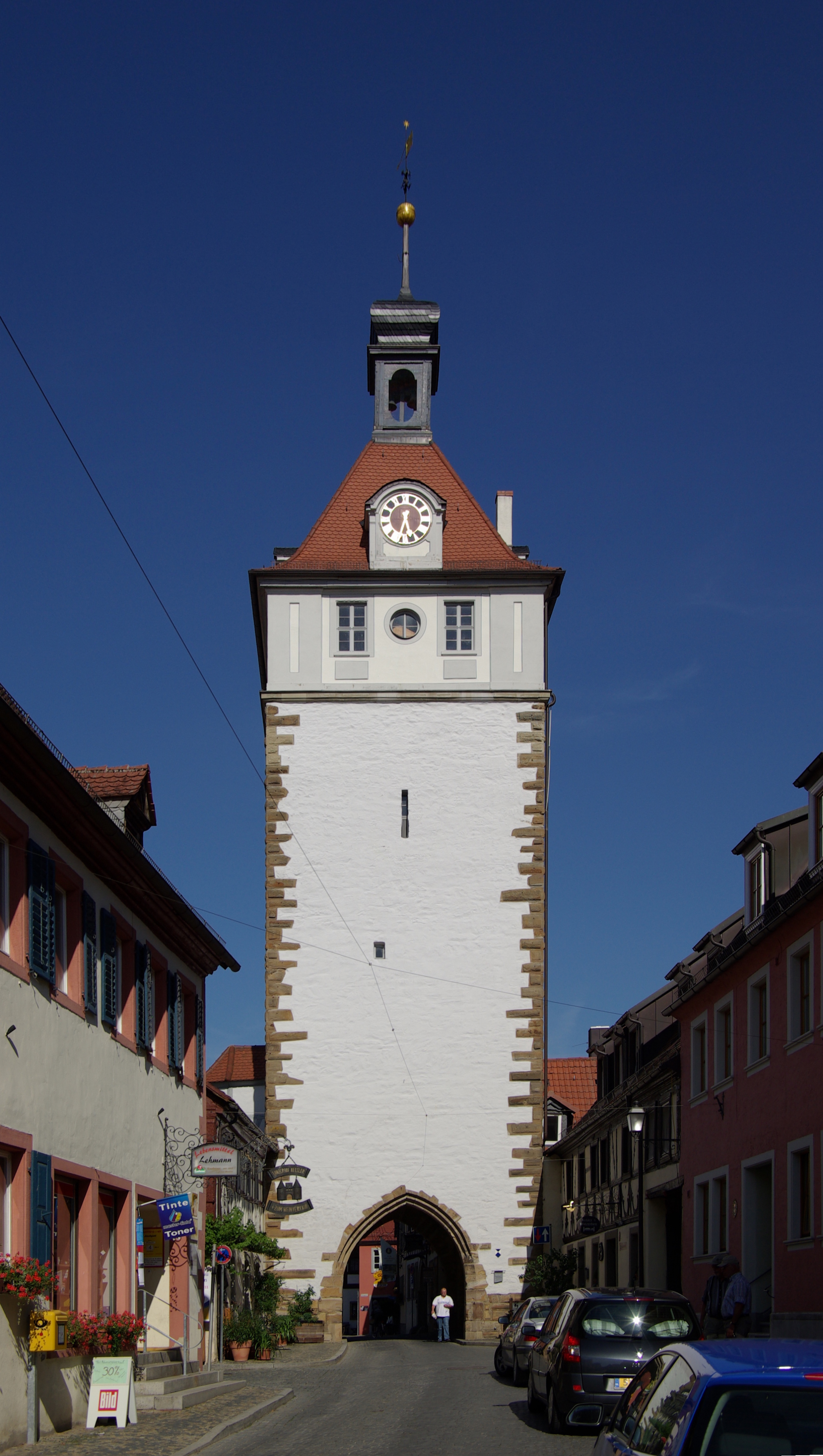
Stadtturm zwischen Vor- und Innenstadt
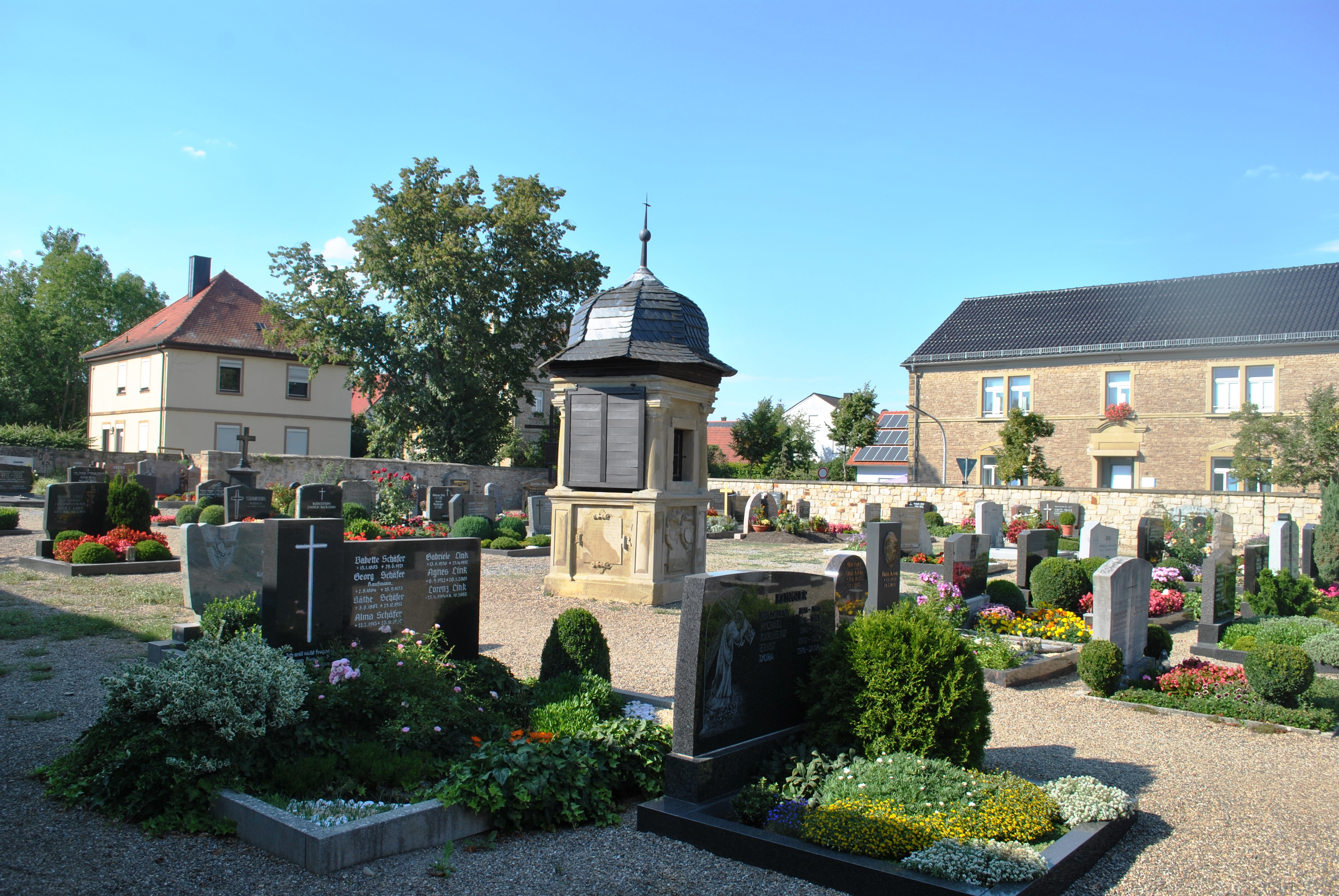
Friedhof mit Friedhofskanzel
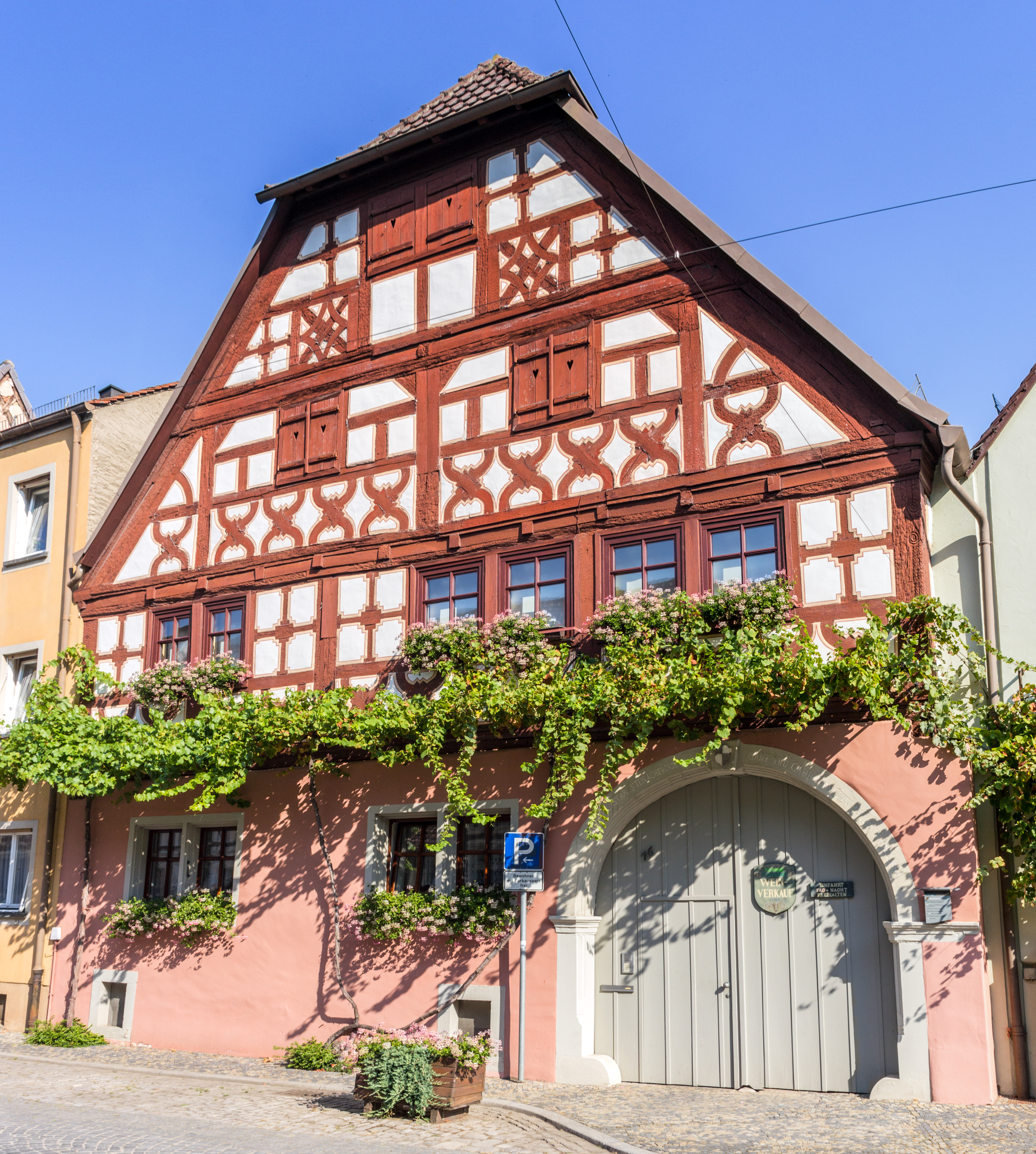
Wohnhaus Luitpoldstraße 16
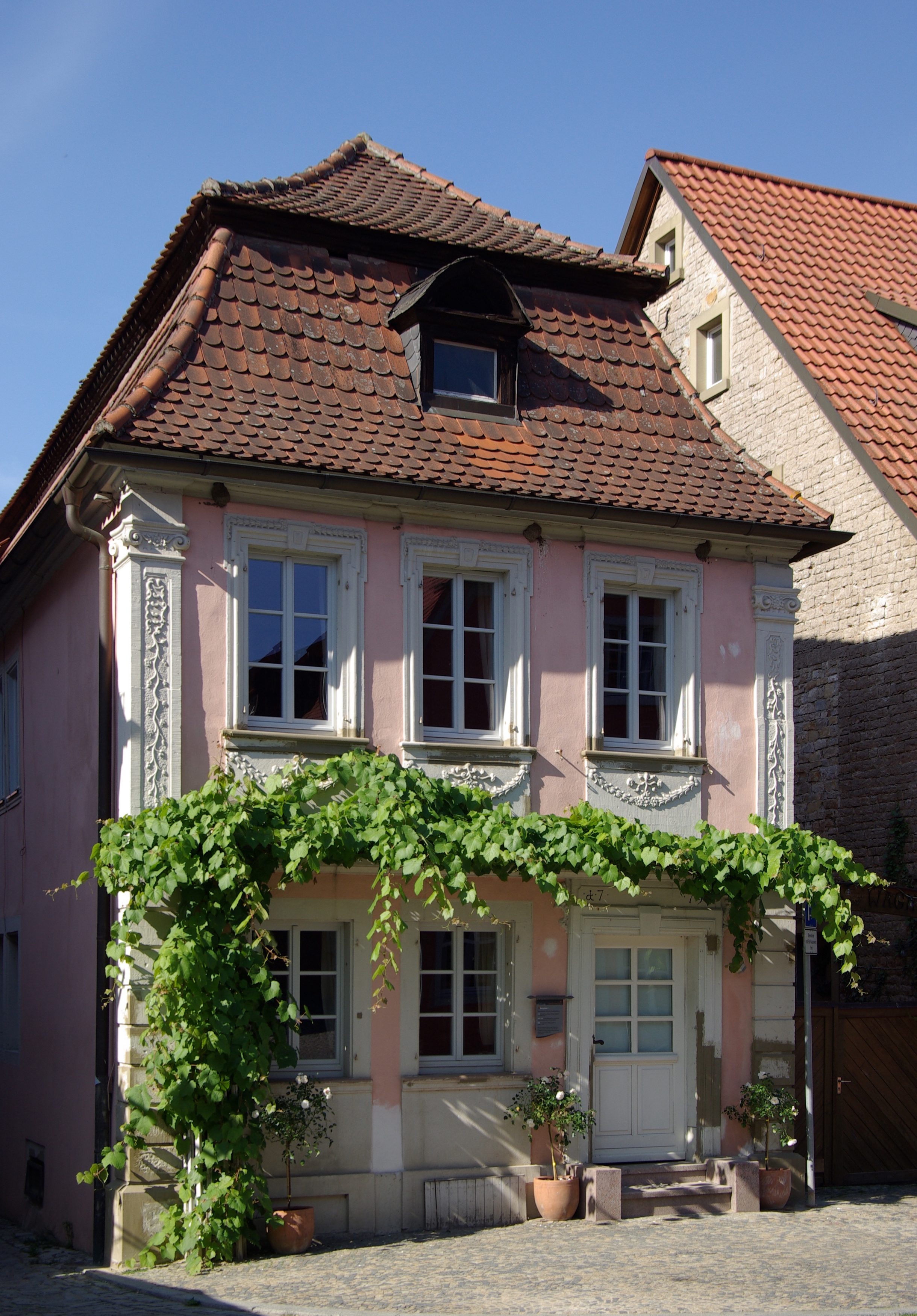
Barockes Bürgerhaus Karlsplatz 9

### Schloss Prichsenstadt
Vom ehemaligen Schloss, das für die Stadtgeschichte ebenfalls wichtig war, existieren heute, bis auf den Freihof, keine baulichen Überreste mehr. Die untertägigen Überreste der Anlage werden allerdings vom Bayerischen Landesamt für Denkmalpflege als Bodendenkmal eingeordnet. Ein befestigter Ansitz wurde 1258 zusammen mit dem benachbarten Dorf erstmals erwähnt. Zunächst wurde sie von lokalen Adelsgeschlechter bewohnt, erst mit der Stadterhebung wurde die Burg zu einem Amtsschloss der böhmischen Krone umgewandelt.
Im Zuge der Belagerung von 1462 wurden die Befestigungsanlagen des Schlosses geschleift. Die neuen Stadtherren, die Markgrafen von Kulmbach, bauten das Schloss allerdings schnell wieder auf. Im Bauernkrieg wurde es wiederum in Mitleidenschaft gezogen. Der endgültige Niedergang setzte aber mit dem Dreißigjährigen Krieg ein. Am 3. August 1632 setzten kaiserliche Soldaten die Schlossanlage in Brand. Die Mauerreste wurden in den folgenden Jahrzehnten als Baumaterial gebraucht.

### Spitalstiftung St. Sixt
Im Spätmittelalter wurde in Prichsenstadt ein eigenes Spital etabliert, das, in der Vorstadt gelegen (Haus Nr. 130), bald dafür sorgte, dass auch dieser Teil der Stadt in den Mauerring eingeschlossen wurde. Am 1. September 1443 stiftete der in Nürnberg lebende Vikar von St. Sebald, Friedrich Schülein, das Spital und weihte es dem heiligen Sixt. Das Spital war für durchreisende Fremde eingerichtet, die hier Herberge finden sollten. Die Stiftung wurde am 21. Februar 1444 vom Würzburger Bischof Gottfried IV. Schenk von Limpurg bestätigt.
Im Spitalhof war auch eine Kapelle zu finden, die den Heiligen Sixtus, Agnes, Elisabeth und Martha unterstellt wurde. 1451 wurde der Stifter des Spitals mit päpstlichen Privilegien ausgestattet und etablierte zwei Jahre später eine eigene Bruderschaft für die Pflege seines Hofes. Später erhielt St. Sixt auch eine eigene Vikarstelle und konnte durch Zukäufe auch Untertanen erwerben. So lebten spitälische Hintersassen in Holzberndorf, Wasserberndorf, Hohnsberg, Ebersbrunn, Herpersdorf und Krettenbach.
Mit dem Übergang des Spitals an die Stadt Prichsenstadt nach dem Tod des Stifters und dem stetigen Ausbau ihres Einflusses wandelten sich allerdings die Aufgaben der Stiftung. Das Spital St. Sixt wurde nun als Pfründnerheim für alte und gebrechliche Prichsenstadter Bürger genutzt. Die Kapelle verschwand mit der Reformation; das Spital selbst wurde 1897 in ein Gebäude vor der Stadt verlegt. Heute besteht in Prichsenstadt kein Altersheim mehr.

### Mühlen

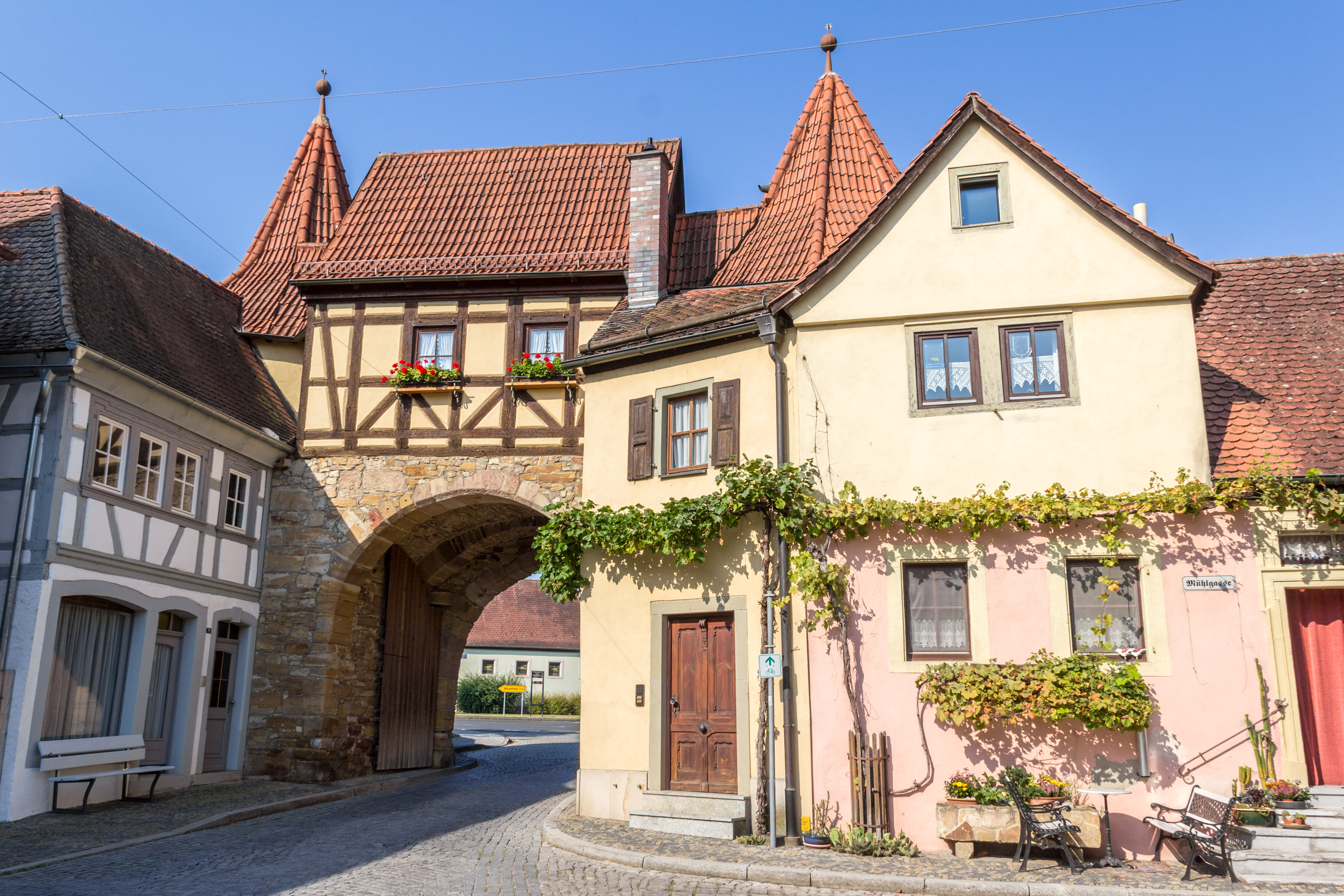
Die ehemalige Mühle am Tor, rechts des Vorstadttores

Insgesamt fünf Mühlen waren in Mittelalter und Früher Neuzeit in und um Prichsenstadt zu finden. Alle fünf sind heute nicht mehr in Betrieb, die Stadtmühle am Rande der Befestigung ist auch äußerlich nicht mehr als Wirtschaftsbetrieb erkennbar. Sie war im Haus Nr. 91 am Oberen Tor zu finden und wurde 1573 erstmals urkundlich als „Mühle am Tor gelegen“ genannt. Die Stadtmühle war obrigkeitlich sanktioniert und musste die sogenannte Herrngült, eine Naturalabgabe, an den Rat der Stadt leisten. Die Wassermühle wurde zu Beginn des 20. Jahrhunderts stillgelegt.
Etwas jünger ist die Mühle am Stadtgraben. Sie wurde am 11. November 1562 erstmals urkundlich erwähnt. Michael Daimer erhielt vom Rat der Stadt die Erlaubnis, neben seinem Hof im inneren Stadtgraben eine Mühle zu errichten. Wahrscheinlich blieb die Mühle neben dem Stadtturm, also am Übergang zwischen „Vorstadt“ und „Innenstadt“, nur Episode. Andere Quellen berichten davon, die Mühle sei auf dem Grundstück von Haus Nr. 85 untergebracht gewesen.
Älteste Mühle in der Prichsenstädter Gemarkung ist die Wiesenmühle, die bereits 1594 erstmals genannt wurde. Sie wurde lange Zeit von auswärtigen Müllern betrieben, erst 1979 wurde der Mühlbetrieb endgültig eingestellt. Die Baulichkeiten aus dem 18. Jahrhundert haben sich als Baudenkmäler erhalten. Das Gerbergewerbe in der Stadt sorgte im Laufe des 18. Jahrhunderts für den Bau von zwei weiteren Mühlen, der Schnaudersmühle (gebaut 1704) und der Lohmühle (gebaut 1722). Beide werden heute als Wohnhäuser genutzt.

### Bahnstrecke Kitzingen–Schweinfurt
Mit dem ausgehenden 19. Jahrhundert erhielt Prichsenstadt einen Anschluss an das bayernweite Eisenbahnnetz. 1893 wurde der Abschnitt Kitzingen–Gerolzhofen der sogenannten Steigerwaldbahn (auch Untere Steigerwaldbahn) fertiggestellt, Prichsenstadt wurde mit einem Bahnhof im Westen der Altstadt ausgestattet. Die Nebenbahn verband ab 1903 Kitzingen mit dem Schweinfurter Hauptbahnhof und war damit eine der längeren Nebenstrecken in Deutschland.
Seit den 1980er Jahren begann man den Verkehr auf der Strecke zu reduzieren. 1981 fuhren zwischen Gerolzhofen und Kitzingen nur noch Personenbusse, der Güterverkehr wurde Mitte 2006 aufgegeben. Seit längerer Zeit gibt es Initiativen zur Reaktivierung des Personenverkehrs auf der stillgelegten Strecke. Anfang 2019 entbrannte ein bis heute andauernder Streit über die Ausgestaltung der Wiederinbetriebnahme.

### Regelmäßige Veranstaltungen

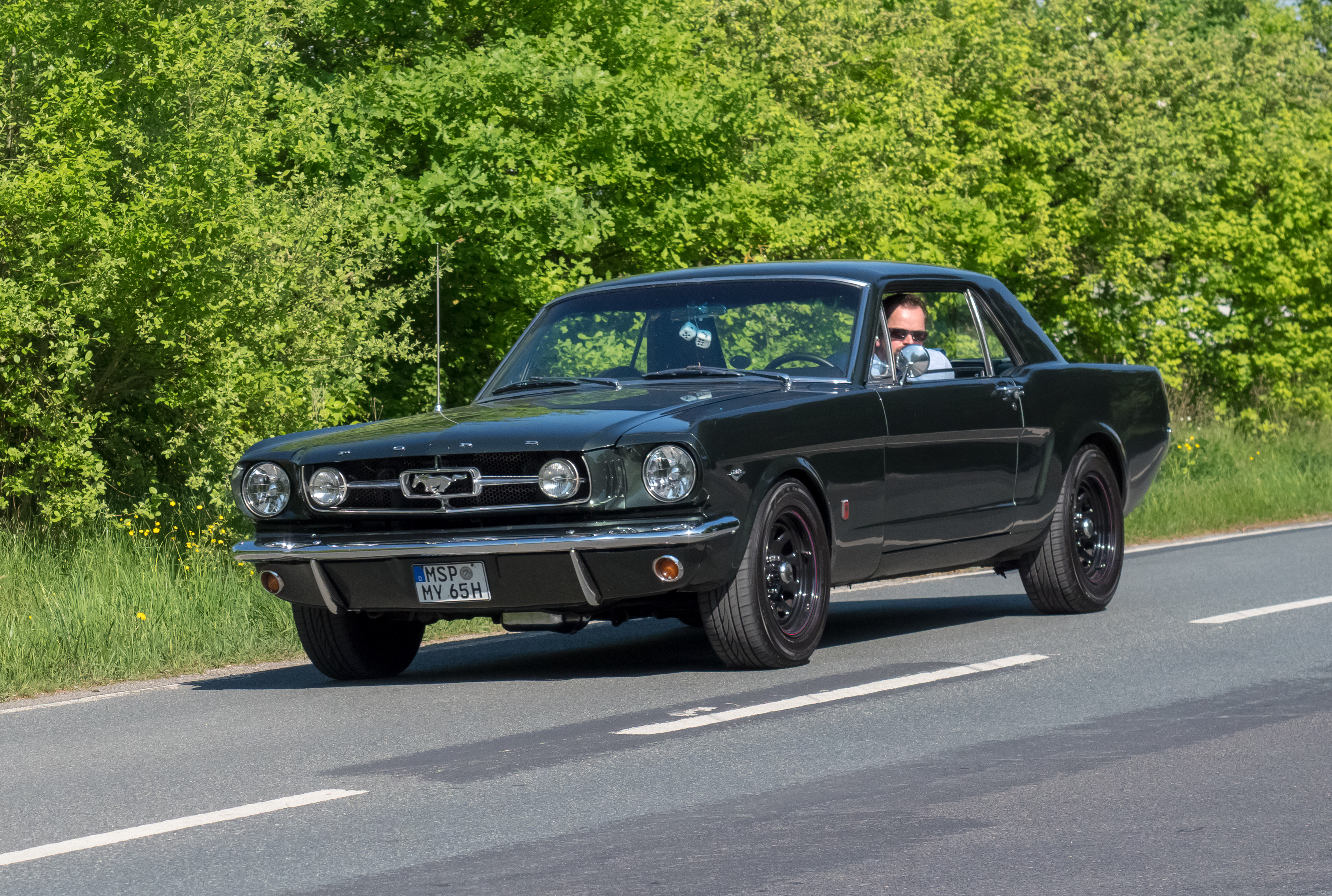
Ein Ford Mustang GT bei den Prichsenstadt Classics

Durch die touristische Ausrichtung der Stadt Prichsenstadt finden im Laufe des Jahres mehrere regelmäßige Veranstaltungen statt, die insbesondere für die auswärtigen Gäste interessant sind. Seit über 40 Jahren findet im Juni das sogenannte Altstadtweinfest entlang der Luitpoldstraße und am Karlsplatz statt. Insgesamt vier Tage lang wird das Weinfest gefeiert. Als Repräsentantin des Weines auf dem Weinfest wählen die Prichsenstadter Winzer einmal jährlich eine Weinprinzessin.
Daneben finden im April die sogenannten Prichsenstadt Classics statt. Bei der Oldtimerschau versammeln sich über hundert Oldtimer in der Prichsenstadter Altstadt und werden dort zur Schau gestellt. Die Veranstaltung ist mittlerweile überregional bekannt und zieht Oldtimerfans aus ganz Deutschland an. Das Oldtimer-Wochenende wird in Prichsenstadt von einem Rock-’n’-Roll-Markt mit Genrekleidung begleitet. Neben den beiden Großveranstaltungen existiert noch das Lichterfest „Prichsenstadt leuchtet“ und ein Kinder-Weihnachtsmarkt.

### Sagen

#### Die Goldeule
Ein Mann, der in Prichsenstadt lebte, besaß eine große Ohreneule. Sie legte ihm jeden Tag statt eines Eies einen Golddukaten. Der Mann hatte die Dienste der Eule viele Jahre in Anspruch genommen und war dabei sehr wohlhabend geworden. Die Eule aber starb trotz ihres hohen Alters nicht. Er überlegte sich nun, dass dieses Wunder nicht ohne Gegenleistung geschehen könne und entschied, die Eule so bald wie möglich loszuwerden.
Als eine Frau mit einem Tragekorb auf ihrem Rücken zu ihm kam, setzte der Mann ihr die Eule unbemerkt in den Korb. Die Frau verließ das Haus des Mannes und sank dann plötzlich auf die Knie. Sie sagte: „Was habe ich denn so Schweres in dem Korb?“ Sie drehte sich um und sah in die schaurigen Augen der Eule. Sie wich zurück und die Eule flog wieder in die Stube. Der Mann lebte noch einige Jahre notgedrungen mit der Eule, ehe sie ihn eines Tages tötete und ihm die Augen aushackte.

#### Von der Klagemutter
Eines Tages besuchte eine wohlhabende Frau aus der Stadt Prichsenstadt einen Bekannten. Er war schwer erkrankt und die Frau pflegte ihn. Sie kehrte erst gegen Mitternacht in ihr Haus zurück. Als sie sich bereits ins Bett legen wollte, begann es plötzlich vor dem Haus laut zu weinen. Die Frau öffnete die Fenster, sie konnte allerdings niemanden ausmachen. Währenddessen ging das Weinen weiter. Die Frau vermutete, dass die Klagemutter geweint hatte, die sich vor dem Ableben mancher Menschen bemerkbar machte.

#### Der Galgensee
Der sogenannte Galgensee ist heute ein Naturdenkmal im Südwesten der Prichsenstädter Altstadt. Dort treffen die Gemarkungen von Prichsenstadt, Laub, Wiesentheid und Stadelschwarzach aufeinander. Dort sollen bereits mehrere Personen in die Irre geführt worden sein. So irrten zwei Wiesentheider Bauern eine ganze Nacht um den See herum. Beim Morgengrauen erreichte einer der beiden das Schulhaus von Laub. Der andere kam erst beim Tagläuten in die Nähe eines Dorfes.

## Wirtschaft und Infrastruktur

### Wirtschaft

#### Tourismus
Den wohl größten Wirtschaftsfaktor in Prichsenstadt stellt der Tourismus dar. Anders als in den Kulturtourismushochburgen entlang des Maines existiert im Ort allerdings kein Massentourismus. In Prichsenstadt überwiegt dagegen der Individual- und Ausflugstourismus. Dies schlägt sich auch in den Gästeübernachtungen nieder, die, für die Gemeinde, mit 24.259 (2017) verhältnismäßig niedrig ausfallen. Die Kernstadt selbst bildet mit ihrer Altstadt den Hauptanlaufpunkt für die Gäste.
Verkörpert wird die kulturtouristische Ausrichtung der Stadt durch den Nachtwächter, der in historischem Kostüm Gäste durch die Stadt führt. Anlässlich der 600-Jahr-Feier der Stadt im Jahr 1967 wurde der, ehemals von der Gemeinde beauftragte, Nachtwächter als Figur wieder ins Leben gerufen. Der Wächter musste ursprünglich einen Eid leisten, in der Nacht die Stunden ausschreien und dafür sorgen, dass niemand mehr auf den Gassen anzutreffen war. 2001 und 2019 fand das Treffen der europäischen Türmer- und Nachtwächterzunft in Prichsenstadt statt.
Die Stadt Prichsenstadt professionalisierte auch die Werbung für die bauhistorischen und kulturlandschaftlichen Besonderheiten ihres Umlandes, indem die Stadt 2002 den sogenannten Dorfschätzen beitrat. Es handelt sich um einen Zusammenschluss von insgesamt neun kleineren Gemeinden im Landkreis Kitzingen, die gemeinsame Messeauftritte organisierten und eine gemeinsame, touristische Vermarktung anstreben. Prichsenstadt liegt in der Tourismusregion Fränkisches Weinland.

#### Weinbau
Prichsenstadt ist heute Weinbauort im Anbaugebiet Franken. Eine großlagenfreie Weinlage existiert um die Stadt, der Wein wird seit den 1970er Jahren unter dem Namen Prichsenstädter Krone vermarktet. Prichsenstadt ist Teil des Bereichs Weinpanorama Steigerwald, bis 2017 waren die Winzer im Bereich Steigerwald zusammengefasst. Die Keuperböden um Prichsenstadt eignen sich ebenso für den Anbau von Wein, wie die Lage in der Maingauklimazone, die zu den wärmsten Deutschlands gehört.
Bereits seit dem Frühmittelalter betreiben die Menschen um Prichsenstadt Weinbau. Die fränkischen Siedler brachten wohl im 7. Jahrhundert die Rebe mit an den Main. Im Mittelalter gehörte die Region zum größten zusammenhängenden Weinbaugebiet im Heiligen Römischen Reich. Erstmals erwähnt wurde die Rebe in Prichsenstadt allerdings erst 1414, als von einem „Morgen Weingartt“ die Rede ist. Die Prichsenstädter betrieben zumeist Nebenerwerbsweinbau in Subsistenzwirtschaft, gleichzeitig bildeten sich bereits Exportzentren insbesondere entlang des Mains heraus.
Der Weinbau erlebte nach der Säkularisation zu Beginn des 19. Jahrhunderts einen umfassenden Niedergang. Vor allem klimatisch weniger begünstige Lagen gab man vollständig auf. Zusätzlich erschwerte das Aufkommen von Schädlingen wie der Reblaus den Anbau. Um 1900 existierten gar keine Weinberge mehr in Prichsenstadt. Konsolidieren konnte sich die Weinbauregion Franken erst wieder in der zweiten Hälfte des 20. Jahrhunderts. Der Einsatz von Düngern und verbesserte Anbaumethoden hatten dazu ebenso beigetragen wie die Organisation in Genossenschaften und die Flurbereinigung der 1970er Jahre.
Erstmals ist im Jahr 1954 wieder eine Weinlese in Prichsenstadt abgehalten worden, allerdings dauerte es noch bis in die 1970er Jahre, bis der Weinbau wieder in größerem Stil im Ort betrieben wurde. Heute bildet die Weinbergslandschaft um die Stadt einen der Eckpfeiler für den Tourismus. So bietet man Weinbergsführungen für die Gäste an. Mittelpunkt der neuen Weinbaukultur ist allerdings das Weinfest, das seit über 40 Jahren Ende Juni in der Altstadt gefeiert wird.
| Weinlage | Größe 1993 | Himmelsrichtung | Hangneigung | Hauptrebsorten         | Großlage      |
| -------- | ---------- | --------------- | ----------- | ---------------------- | ------------- |
| Krone    | 18 ha      | Süden           | 15–20 %     | Müller-Thurgau, Ortega | großlagenfrei |

#### Weitere Wirtschaftszweige

Logo der Mero-TSK International

Ein weiterer Wirtschaftsfaktor der Stadt ist nach wie vor die Land- und Forstwirtschaft. Der große Bürgerforst bei Ilmenau, der 1462 das so wichtige Holz für den Wiederaufbau geliefert hatte, musste allerdings 1823 verkauft werden. Nichtsdestotrotz werden um die Stadt vor allem Sonderkulturen angebaut. Nach dem Niedergang des Meerrettichanbaus am Ende des 19. Jahrhunderts spielt heute der Spargel hierbei die herausragende Rolle. Insgesamt drei Betriebe um Prichsenstadt wurden zertifiziert und dürfen die geschützte geografische Angabe „Spargel aus Franken“ nutzen. Dies ist die höchste Dichte im Landkreis Kitzingen.
Die Industrialisierung erfolgte in der Stadt erst nach dem Zweiten Weltkrieg. Im Jahr 1966 siedelte sich ein Zweigwerk der Firma Mero-TSK International in Prichsenstadt an. Das ehemals in Berlin gegründete und später nach Würzburg umgesiedelte Unternehmen hat sich auf die Herstellung von Baustoffen spezialisiert. Zunächst beschränkte man sich am Standort Prichsenstadt auf die Doppelboden-Produktion für Hallen und Gewerbestandorte, heute werden auch andere Raumfachwerke im Baukastensystem hier hergestellt. Außerdem unterhält die Raiffeisenbank Volkacher Mainschleife - Wiesentheid eine Filiale in Prichsenstadt.

### Verkehr
Nach der Stilllegung der Bahnstrecke Kitzingen–Schweinfurt ist Prichsenstadt nur noch über die Straße erreichbar. Allerdings wird eine Wiederinbetriebnahme der ehemaligen Nebenstrecke diskutiert. Die Gemarkung von Prichsenstadt wird von der Bundesstraße 286 durchzogen, die nächste Auffahrt ist im nahen Wiesentheid oder im Ortsteil Neuses am Sand zu finden. Hier kreuzen sich auch die Bundesstraße 286 und die Bundesstraße 22.
Daneben ist Prichsenstadt auch Etappe der Staatsstraßen 2260 und 2420 (im Ort als Wiesentheider Straße verlaufend). Sie kreuzen sich vor dem Oberen Tor am Rande der Altstadt. Während die Staatsstraße 2420 parallel zur Bundesstraße geführt wird, verbindet die St 2260, im Ortsgebiet Lauber bzw. Bahnhofstraße genannt, Prichsenstadt mit dem nächstgelegenen Mittelzentrum Volkach. Die Kreisstraße KT 46 verläuft von Kirchschönbach kommend in Richtung von Prichsenstadt und mündet nördlich der Altstadt in die Staatsstraße 2420.
Mit dem Bus ist Prichsenstadt lediglich über die Linien 8115 Castell-Münsterschwarzach-Dettelbach und 8217 Wiesentheid-Prichsenstadt-Gerolzhofen des Verkehrsunternehmens-Verbund Mainfranken erreichbar. Der Bus fährt die insbesondere von Schulbussen angefahrene Haltestelle Prichsenstadt/Schule an. Daneben wurde am Rande der Stadt eine Mitfahrerbank eingerichtet, die den öffentlichen Nahverkehr ergänzen soll. Ein Bürgerbus existiert nicht.

### Bildung
In Prichsenstadt bestehen mit dem Haus für Kinder und der Grundschule zwei Bildungseinrichtungen. Die weiterführende Bildung wird in den benachbarten Orten geleistet. Bereits am Übergang zur Frühen Neuzeit entstanden in Prichsenstadt eine von der Reformation geprägte lateinische Schule, eine deutsche Schule und eine Mädchenschule. Die Lehrer der deutschen Schule entstammten der Geistlichkeit, so stand zumeist der Kantor der Schule vor. Der Organist wiederum organisierte den Unterricht der Mädchenschule.
Ab dem 1. Mai 1873 wurden Mädchen und Jungen gleichzeitig unterrichtet. Die Trennung wurde nun nach dem Alter vorgenommen. So entstanden die I. und die II. Schule in Prichsenstadt, die von unterschiedlichen Altersstufen besucht wurden. Beide Schulen waren in unterschiedlichen Häusern untergebracht. 1886 weihte man zusätzlich eine Kleinkinderbewahranstalt, den Vorläufer des heutigen Kindergartens ein. Die Schule wurde im Laufe des 20. Jahrhunderts an die Wiesentheider Straße im Süden der Altstadt verlegt. 1925 wurde die Turnhalle eingeweiht.
Die Prichsenstadter Grundschule an der Wiesentheider Straße hat heute einen großen Sprengel, der alle Ortsteile der Stadt umfasst. Die Schule hatte im Jahr 2019/2020 über 100 Schüler. Derzeitiger Rektor ist Florian Hock. Der Kindergarten Am Mühlseelein dient der frühkindlichen Bildung. Die Einrichtung nimmt Kinder unter drei Jahren auf. Weiterführende Bildung leisten die Mädchenrealschule in Volkach, das Franken-Landschulheim Schloss Gaibach mit Realschule und Gymnasium, sowie das Steigerwald-Landschulheim Wiesentheid.

### Vereine und Verbände
| - Bayerisches Rotes Kreuz - CSU-Ortsverband - Evangelisch-Lutherisches Pfarramt - Freiwillige Feuerwehr Prichsenstadt mit Feuerwehrverein - Freie Bürgergemeinschaft „FBG“ Prichsenstadt - MGV Liederkranz 1843 Prichsenstadt - Posaunenchor Prichsenstadt | - Schachclub Prichsenstadt - Schul- und Förderverein der Grundschule Prichsenstadt - Schützengesellschaft 1752 Prichsenstadt e. V. - SPD Prichsenstadt - TSV Prichsenstadt - VDK Ortsgruppe Prichsenstadt - Verein Alt Prichsenstadt |

## Persönlichkeiten
- Johann Lochner († 1484), erster Propst von St. Sebald in Nürnberg, Gesandter in Rom
- Siegmund von Prüstat (15. Jahrhundert), Astrologe in Köln
- Martin Hofmann (1544–1599), Späthumanist und Chronist
- Nicolaus Creusel (* 1627; † 1676), Rechtswissenschaftler und Rektor der Universität Leipzig
- Johann Heinrich Schulin (* 1692; † 1775), Dekan, Stadtpfarrer in Gunzenhausen, Schriftsteller
- Johann Sigismund Schulin (* 18. August 1694 in Prichsenstadt; † 13. April 1750 in Lyngby, Dänemark), deutsch-dänischer Diplomat und Außenminister
- Stephan Karl Stengel (* 1836; † 1901), Benediktiner, Professor der Physik und Mathematik, Konservator der Sternwarte Augsburg[45]
- Martin Zehnder (* vor 1845; † nach 1848), Mitglied in der Kammer der Abgeordneten des Bayerischen Parlaments und Brauer
- August Ebenauer (* vor 1857; † nach 1875), Mitglied in der Kammer der Abgeordneten des Bayerischen Parlaments und Apotheker[46]